# Constance II
Vous lisez un « article de qualité » labellisé en 2011.
Cet article concerne le successeur de Constantin Ier. Pour le tétrarque, voir Constance Chlore. Pour les autres significations, voir Constance.
Constance II, né le 7 août 317 à Sirmium (Pannonie) et mort le 3 novembre 361 à Mopsueste (Cilicie), fils de Constantin Ier , est un empereur romain chrétien qui règne de 337 à 361 sous le nom de Flavius Julius Constantius.
Né durant le règne (310-337) de Constantin, empereur titré Auguste, Constance est élevé en 324 au rang de César, ainsi que ses deux frères, Constant Ier et Constantin II, et leur cousin Flavius Dalmatius. 
Envoyé en Gaule en 332, puis en Syrie, il intervient en 335 en Arménie, royaume dont la couronne est promise à son cousin Flavius Hannibalianus. Apprenant la mort de l'empereur en 337, les trois frères font massacrer Dalmatius et Hannibalianus, ainsi que la quasi-totalité des membres de leur famille. Ils se font acclamer Augustes et se répartissent l'empire (9 septembre 337), dans le prolongement du système de la tétrarchie instituée par Dioclétien en 285. 
Constance II obtient ainsi la partie orientale (capitale : Constantinople), menacée par les Sassanides (Chapour II). En 340, Constantin II est tué par Constant Ier, qui se place à la tête de la partie occidentale (capitale : Milan). Constant Ier est assassiné en 350 par un de ses généraux, Magnence, qui usurpe le titre impérial. Constance II finit par le vaincre en 353. Deux ans plus tard, il réussit à éliminer un nouvel usurpateur, le général Sylvain, ce qui lui permet de rester seul empereur.
Mais ne pouvant gérer à la fois le front de la Perse sassanide et le front de Gaule, menacé par les Germains, notamment les Alamans, il décide de se faire épauler par un nouveau César. N'ayant pas de fils, il choisit un des deux survivants du massacre de 337, son cousin Constantius Gallus (325-354), qu'il envoie en Syrie (province romaine) en 351, lui-même s'installant à Milan à la tête de l'Empire romain d'Occident. Mais, Gallus s'étant discrédité par sa brutalité, Constance le rappelle et le fait exécuter en 354. 
Voulant reprendre le commandement des armées d'Orient, Constance appelle en novembre 355 son dernier parent encore en vie, le frère de Gallus Julien (331-363), à venir à Milan où il le nomme César et le charge du commandement en Gaule. Ayant réussi à reprendre le contrôle du limes du Rhin sur les Alamans, Julien se lance à son tour dans une tentative d'usurpation, étant reconnu comme Auguste par ses soldats en 360. Constance II se trouve alors en Mésopotamie. Il décide de partir affronter Julien, mais meurt de maladie en Cilicie le 3 novembre 361, désignant sur son lit de mort son adversaire comme son successeur.
Le règne de Constance II est marqué par la consolidation des réformes de Constantin Ier, notamment sur les plans financier et administratif, mais aussi par une inflexion vers une nouvelle conception du pouvoir assez proche de celle des futurs empereurs byzantins et caractérisée par le goût pour la pompe, ainsi que par la montée en puissance des eunuques et des notaires. Élevé dans la religion chrétienne, Constance II veille également à renforcer l'Église face aux cultes païens et à la purger de ses divisions en tentant d'unifier le dogme entre les évêques ariens et les évêques nicéens, notamment lors du concile de Constantinople en 360. 
Bien plus que les autres décisions de Constance II, ce sont principalement ces questions religieuses que retiennent les historiens anciens.

## Le prince impérial

### Origines familiales et naissance
Constance II naît sous le nom de Flavius Julius Constantius le 7 août 317 à Sirmium, dans la province de Pannonie, située dans le diocèse (administratif) de Mésie et la préfecture du prétoire d'Illyricum. 

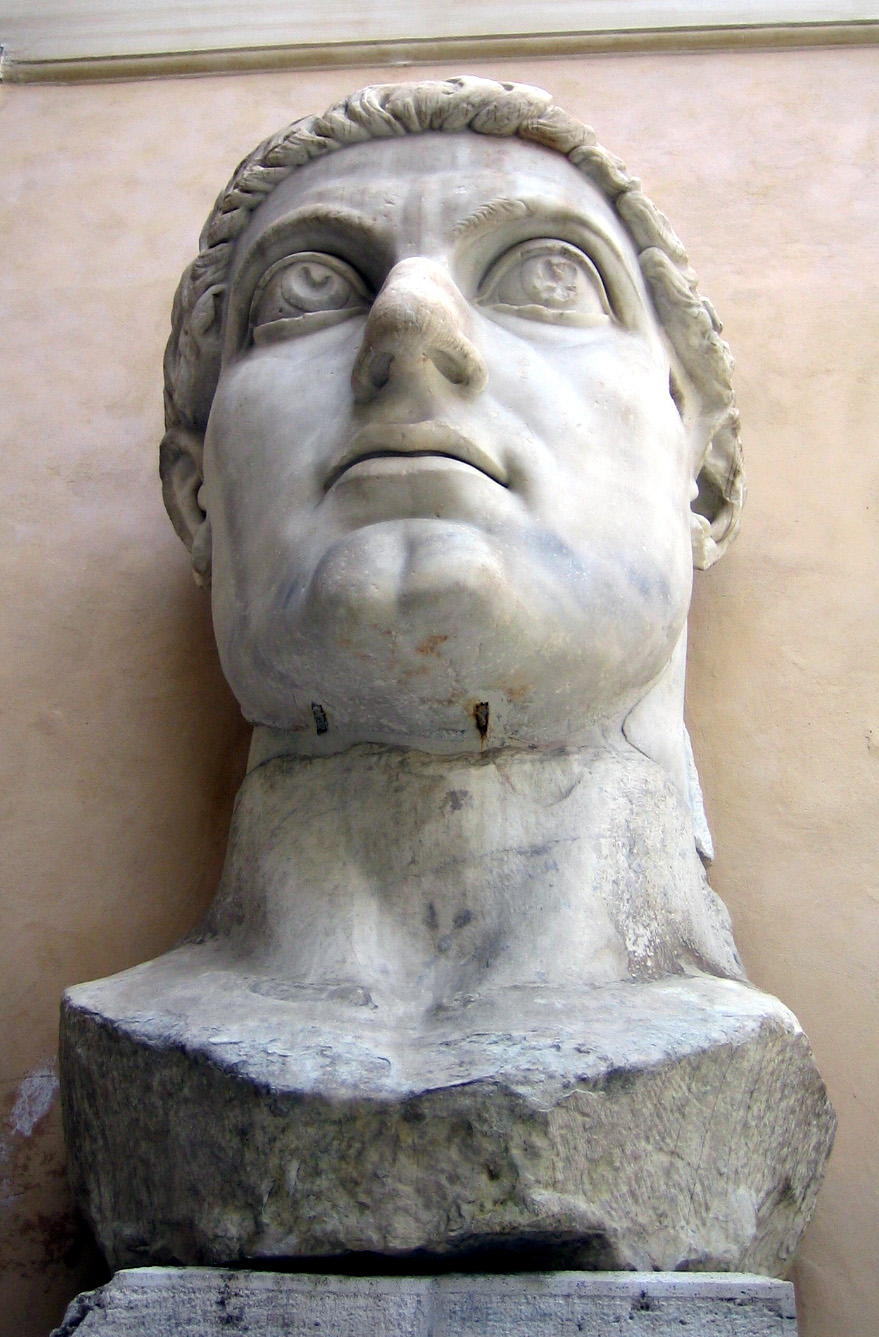
Constantin Ier (empereur romain), qui accède à la pourpre en 306, s'impose à l'issue d'une longue guerre civile comme seul maître de l'Empire, de 324 à 337. Il semble être le premier empereur chrétien.

Il est le fils de Constantin, général romain qui a usurpé le titre impérial d'Auguste en 306 et été reconnu comme légitime en 310. Constance, futur empereur, naît donc alors que son père est déjà empereur, événement très rare dans un empire où la succession impériale n'est généralement pas héréditaire de père en fils depuis que l'empereur Auguste a institué le régime du principat en 26 avant notre ère. 
Sa mère est Fausta, seconde épouse de Constantin, qui lui donne deux autres fils : Constantin (316-340) et Constant (320-350). L'empereur a eu auparavant un autre fils de sa première épouse, Minervina, Crispus (303-326), donc nettement plus âgé.
Constance et ses deux frères sont petit-fils de deux empereurs, descendant de Constance Chlore par leur père et de Maximien Hercule par leur mère.

### Enfance: une éducation chrétienne
Un événement politique important a eu lieu en 313 : avant la bataille du pont Milvius, Constantin aurait eu la vision d'une croix (symbole du christianisme) accompagnée de la phrase : In hoc signo vinces (« Par ce signe, tu vaincras »). Effectivement vainqueur, il promulgue peu après l'édit de Milan, qui autorise le christianisme dans l'empire, alors que la dernière grande persécution des chrétiens date du règne de Dioclétien (Constantin lui-même se fera baptiser, mais seulement en 337 sur son lit de mort).
Les fils de Fausta reçoivent une éducation soignée, confiée à des précepteurs chrétiens, qui selon André Piganiol en font des « fanatiques qui tremblent pour leur salut ».

### Attribution du titre de César aux fils de Constantin
Désireux de mettre fin aux guerres civiles fréquentes, conséquences d'une absence de règles de succession précises, le système de la tétrarchie mis en place par Dioclétien ayant montré ses limites, Constantin Ier veut fonder sa propre dynastie fondée sur le principe de l'hérédité. 
Successivement, ses fils reçoivent le titre de César, qui est celui d'un vice-empereur dans le système tétrarchique (chaque partie de l'empire a deux empereurs, un Auguste et un César) : Crispus et Constantin en 317 (à 13 et 8 ans), Constance le 8 novembre 324 (à 7 ans), Constant le 26 décembre 333 (à 13 ans), donc à un âge où ils ne sont pas en mesure de gouverner ni de diriger des armées.
Ce titre est aussi attribué à leur cousin Dalmatius, fils de Flavius Dalmatius, demi-frère de l'empereur, en 335, à l'âge d'environ 20 ans. 
Constance reçoit donc la pourpre impériale à l'âge de sept ans à Nicomédie (actuelle Izmit en Turquie), non loin de Constantinople, capitale de l'empire d'Orient, des mains de son père, devenant un des plus hauts dignitaires de l'empire. Sa position au sein de la famille impériale est confortée lorsque, au début de l'année 326, Constantin fait exécuter son fils aîné Crispus (à Pula, en Istrie) et un peu plus tard, Fausta, accusée d'adultère avec son beau-fils (à Trèves), capitale en second de l'empire d'Occident (après Milan).

### Débuts de Constantin II et de Constance II dans la défense de l'empire (332-335)
Jusqu'en 332, du fait de leur jeune âge, leur titre de César est purement honorifique. À partir de cette date, Constantin Ier les estime suffisamment âgés pour participer au gouvernement, c'est-à-dire, en premier lieu, à des commandements militaires. De retour d'une campagne contre les Goths, il partage avec eux au prestige de la victoire. 
Constance II semble avoir été ensuite envoyé en Gaule, sur le limes du Rhin, tandis que son frère combat les barbares sur le limes du Danube. Constantin II remplace ensuite son frère sur le Rhin, lui permettant de partir en Syrie où l'empereur craint la reprise du conflit contre les Perses sassanides, qui tiennent la Mésopotamie juste à l'est de la Syrie.

### Constance II en Arménie dans la guerre contre les Sassanides (335-336)
Depuis la victoire remportée par Galère en 298, les relations entre les deux empires ont été dans l'ensemble pacifiques. Les Sassanides ont alors reconnu le protectorat romain sur le royaume d'Arménie. En 325, cependant, ils ont obligé l'armée romaine à intervenir de nouveau. En 334, le roi sassanide Chapour II envahit l'Arménie, avec pour objectif de détrôner Khosrov III d'Arménie, de le remplacer par son frère et d'intégrer ainsi l'Arménie à son empire. 
Averti de la situation, notamment par une délégation de chrétiens arméniens craignant les persécutions des Sassanides, Constantin charge Constance II de diriger l'armée en Orient. 
Les Romains subissent d'abord quelques revers, puis le frère du roi sassanide, prétendant au trône d'Arménie, est tué. En 336, Chapour II adresse à Constantin Ier des propositions de paix qui sont acceptées.

### La préparation de sa succession par Constantin (332-337)

#### Propagande impériale en faveur des Césars
Durant cette période, Constantin Ier associe ses Césars à son règne. Leurs noms sont associés à tous ses triomphes : ils reçoivent les surnoms de Sarmaticus, Gothicus, Alamannicus et Germanicus, c'est-à-dire vainqueur des Sarmates, des Goths, des Alamans et des Germains. La propagande impériale sur certains monnayages les désigne comme « Très nobles Césars » (Nobilissimi Caesares) et les montre couronnés par la Victoire. Ils participent aux côtés de l'empereur aux festivités de ses trente ans de règne (336), ses tricennalia, qu'il célèbre dans la capitale de l'Empire romain d'Orient, Constantinople, fondée en 324 sur le site de Byzance.

#### Projet de répartition des diocèses impériaux

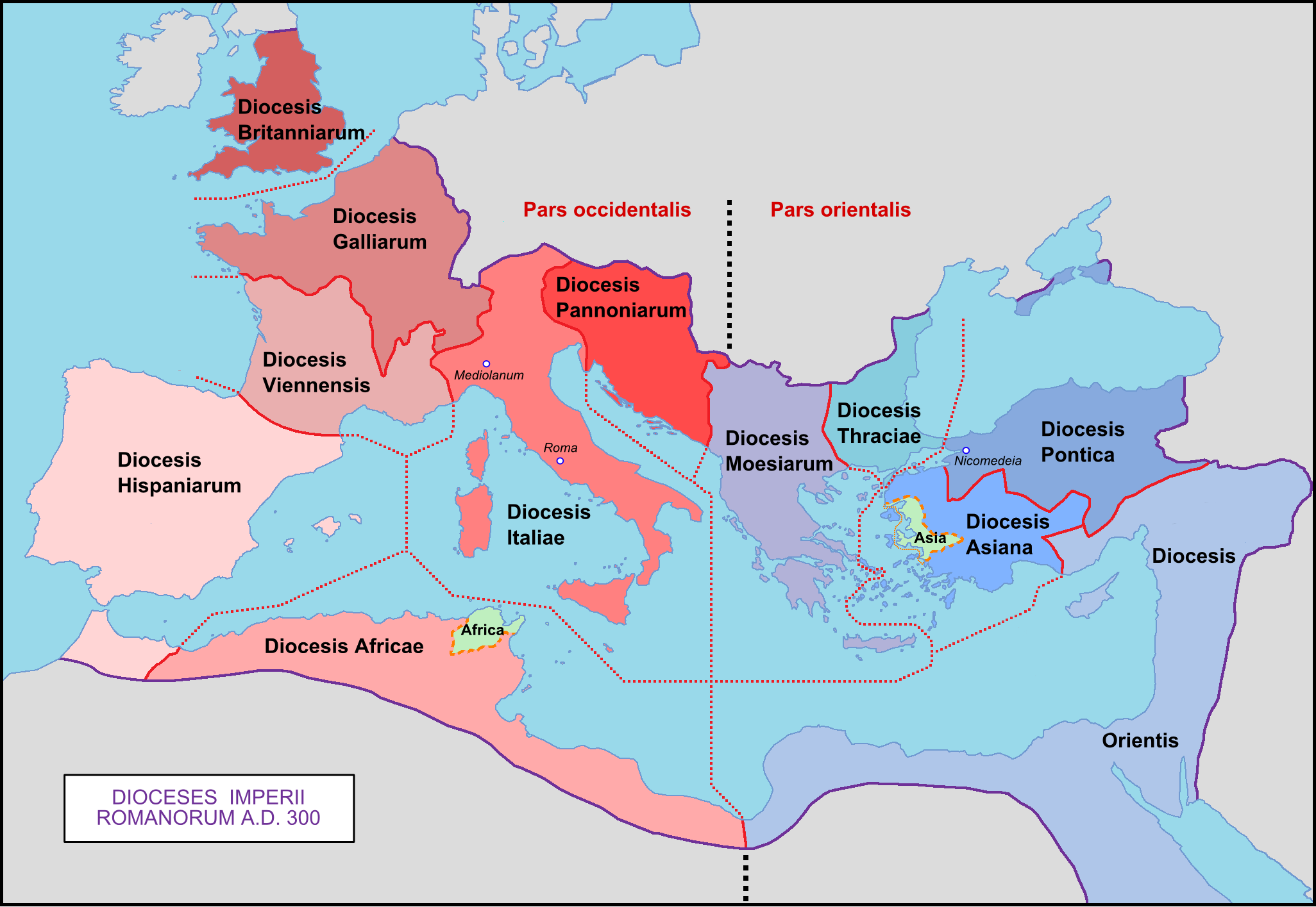
Constance II prend à partir de 335 le contrôle des diocèses d'Asie, du Pont et d'Orient, bien que Flavius Hannibalianus ait reçu lui aussi la promesse d'obtenir des territoires dans la région du Pont en plus de son royaume d'Arménie.

Il semble que Constantin ait prévu dès 335 les modalités concrètes de sa succession, avec un projet de répartition des diocèses de l'empire entre ses successeurs désignés :
- Constantin II doit recevoir les diocèses des Bretagnes, des Gaules (chef-lieu : Trèves), de Vienne et d'Hispanie, c'est-à-dire ceux de la préfecture du prétoire des Gaules (Trèves) ;
- Constant Ier : les diocèses d'Italie (chef-lieu : Milan), d'Afrique et des Pannonies ;
- Constance II : les diocèses d'Asie, le Pont et d'Antioche ;
- Dalmatius : les diocèses de Mésie et de Thrace.

Un cinquième homme est associé à cette distribution, Flavius Hannibalianus, frère de Flavius Dalmatius et cousin de Constance II, qui doit recevoir le royaume d'Arménie (dont il est nommé « roi des rois ») en plus de territoires dans la région du Pont[pas clair], une fois que Constantin aura mené sa campagne contre les Sassanides. Ce système à cinq successeurs est pérennisé par des mariages. Hannibalianus épouse sa cousine Constantina, fille aînée de l'empereur, tandis que Constance II épouse Constantia, également sa cousine, fille de Flavius Julius Constantius, frère de Constantin Ier.
Les intentions réelles de Constantin Ier ne sont toutefois pas aussi évidentes. Pour avoir participé aux guerres civiles qui ont provoqué l'échec de la tétrarchie, l'empereur vieillissant sait certainement combien ce système à cinq co-empereurs peut être fragile.[réf. nécessaire] Sans doute envisage-t-il de choisir parmi eux celui qu'il estimera être le plus compétent, après les avoir mis à l'épreuve du pouvoir. Peut-être a-t-il plutôt l'intention d'élever les deux aînés, Constantin II et Constance II à l'augustat, laissant Constant, Dalmatius et Hannibalianus au rang de César. Constantin II, fort de son statut de fils aîné de l'empereur, semble avoir joui d'une certaine prééminence sur ses frères et cousins. Par ailleurs, le fait que les cinq héritiers soient placés à la tête des différentes provinces ne signifie pas que Constantin partage son pouvoir : il garde la haute main sur son empire et ses Césars ne sont que des exécutants, sans pouvoir réel d'initiative.

#### Mort (22 mai 337) et funérailles de Constantin
Constantin meurt après avoir été baptisé par l'évêque arien Eusèbe de Nicomédie. Il ne laisse pas d'instructions précises sur la marche à suivre par les cinq intéressés à sa succession. 
Pendant un mois, la foule des dignitaires et des simples citoyens défile dans le palais impérial de Constantinople et se recueille devant la dépouille de l'empereur défunt, ramené de Nicomédie. 
Des officiers sont envoyés pour informer les Césars et le roi d'Arménie de la mort de l'empereur, chacun étant déjà installé dans son territoire, Constantin II à Trèves, Constant Ier à Milan, Dalmatius en Illyrie[pas clair] et Constance II à Antioche. 
C'est ce dernier, le plus proche de Constantinople, qui arrive le premier dans la capitale et qui prend en charge la conduite des obsèques en juin 337. Il conduit la procession funèbre escortant le défunt vers son mausolée installé dans l'église des Saints-Apôtres. 
L'empereur bénéficie de l'apothéose par décision du Sénat de Rome. Des monnaies mettant en valeur la consecratio de Constantin sont émises au nom de Constance II et de Constantin II. Elles montrent le défunt debout sur un quadrige accueilli par la main du dieu des chrétiens. 
L'influence de Constantin se prolonge au-delà de son décès puisque jusqu'en septembre 337, l'Empire reste sans Auguste, aucun des césars n'osant réclamer le titre.

## L'Empire collégial

### Les trois frères de sang
- Territoire de Constantin II.
- Territoire de Constant Ier, administré par Constantin II.
- Territoire de Constance II.

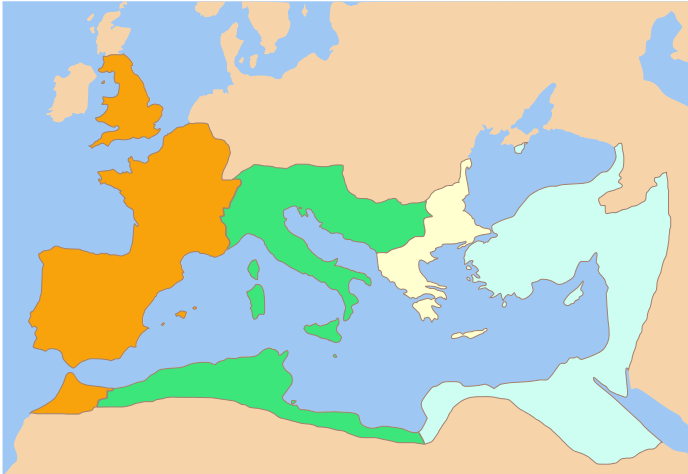
Territoire de Constantin II (empereur romain).
Territoire de Constant Ier, administré par Constantin II (empereur romain).

Cette situation de statu quo — où aucun des quatre césars et du roi des rois n'ose déclarer ses prétentions au titre impérial — ne peut néanmoins pas durer éternellement. L'enchaînement précis des événements durant ces quelques mois n'est pas clair. Toujours est-il qu'il semble que l'armée refuse sa confiance aux deux neveux du défunt Constantin Ier, tandis que l'évêque Eusèbe de Nicomédie annonce, fort opportunément, avoir découvert un billet de la main du défunt accusant ses frères de l'avoir empoisonné. Les trois frères encouragent alors des soldats de la garde impériale à massacrer les frères et neveux de l'empereur ou tout au moins, les laissent agir de la sorte. C'est ainsi que le césar Flavius Dalmatius, le roi des rois Flavius Hannibalianus, leur père, le censeur Flavius Dalmatius, et leur oncle Flavius Julius Constantius tombent, entre autres, assassinés. Quelques hauts fonctionnaires impériaux, à l'image du préfet du prétoire Ablabios, connaissent le même sort. De la famille proche de Constantin Ier, et à l'exception des trois frères, ne restent que deux survivants mâles, les enfants de Flavius Julius Constantius, soit les cousins des trois césars, Constantius Gallus et Julien, âgés respectivement de onze et six ans. Le nom de Constance II est associé à ces événements, puisque, à la différence de ses frères, le césar est présent à Constantinople et qu'il s'empresse de prendre des mesures conservatoires afin de confisquer les biens des victimes de l'épuration. Qu'il s'agisse d'une sédition militaire que les trois césars n'ont fait qu'encourager, ou d'un massacre bel et bien ordonné par eux, le résultat est le même, puisque les trois frères sont désormais libérés de tous ceux de leurs parents qui auraient pu avoir des prétentions sur le trône impérial.

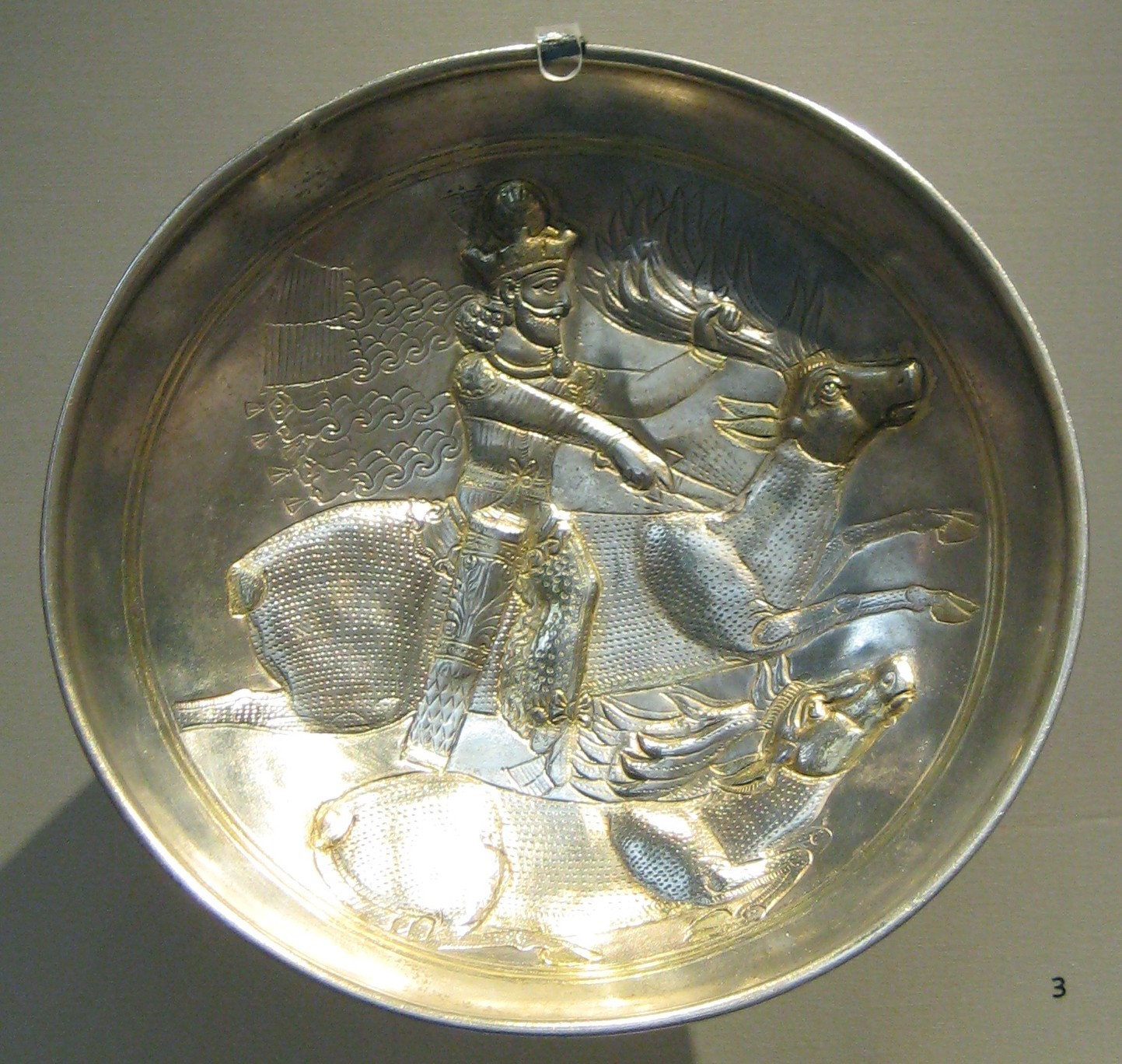
Chapour II est roi des rois de l'Empire sassanide de 309 à 379. Il mène deux guerres contre Rome, de 337 à 350, puis de 358 à 363, sous les règnes successifs de Constance II et de Julien, qui se soldent finalement par une victoire sassanide.

Ainsi, à l'issue du massacre qui a vu mourir leurs rivaux, Constantin II, Constance II et Constant Ier se réunissent à Viminacium en Mésie, le 9 septembre 337, pour organiser le partage de l'Empire. Constance II, qui est sur place depuis juillet, y accueille ses deux frères, et tous trois sont acclamés augustes par les troupes de l'armée du Danube avec lesquelles Constance II vient de mener une brève mais victorieuse expédition contre les Sarmates. Les trois frères se partagent un trône laissé vacant durant plus de cent jours, période pendant laquelle, faute d'empereur en titre, toutes les décisions étaient encore prises au nom du défunt Constantin Ier. Si tous trois s'accordent sur la nécessité de sauvegarder l'unité de l'Empire, les modalités pour y parvenir sont âprement négociées lors de cette entrevue. Déjà, les territoires des neveux assassinés sont partagés entre les trois augustes. Le diocèse de Thrace ainsi que, semble-t-il, une partie de celui de Mésie passent à Constance II et accroissent ses possessions orientales. Le reste du diocèse de Mésie est joint à la part du jeune Constant Ier. Constantin II, l'aîné de la fratrie, exige un statut privilégié par rapport à ses frères, qui lui seraient d'une manière ou d'une autre subordonnés. Constant Ier et Constance II se prononcent, sans surprise, en faveur d'une direction collégiale de l'Empire. Un accord est finalement trouvé entre Constantin II et Constance II aux dépens de leur cadet : Constance II obtient de pouvoir légiférer comme il l'entend dans ses territoires et, en échange, Constantin II obtient de mettre Constant Ier, qui est encore mineur, ainsi que ses territoires sous sa tutelle.
Une fois le partage terminé, celui qui est désormais connu sous le titre de Constance II ne s'attarde pas en Mésie. En effet, profitant de la mort de Constantin Ier, le roi des rois sassanide Chapour II a déclaré la guerre à Rome et la présence de l'empereur est requise sur le front oriental. L'objectif des Sassanides, qui attaquent le nord de la Mésopotamie, est de prendre la ville fortifiée de Nisibe, dont la perte rendrait dangereuse toute expédition romaine en Arménie ou sur le territoire sassanide même. Depuis Antioche, Constance II dirige les armées romaines. Mais pour briser l'élan offensif sassanide, l'empereur s'appuie plus sur la force des forteresses orientales — comme Nisibe, dont il fait lever le siège, ou encore Singara et Amida — que sur des affrontements rangés. De fait, si les Sassanides ne parviennent pas à s'imposer dans la région, la stratégie défensive de Constance II ne lui permet pas non plus d'obtenir de victoire claire : la guerre s'éternise, mobilisant toute l'attention de l'empereur, alors que des troubles croissants agitent l'Occident.

### La dyarchie
Le jeune Constant Ier, âgé de dix-sept ans lors de la conférence de Viminacium, n'est pas particulièrement satisfait des décisions qui y ont été prises. Très vite les relations s'enveniment entre Constant Ier et Constantin II, qui exerce un droit de tutelle sur l'administration de ses territoires, peut-être avec l'encouragement de leurs cours respectives. L'envoi de troupes du Rhin à travers l'Italie de Constant, au motif d'aider Constance II dans son effort de guerre contre les Sassanides, sert de prétexte à la guerre. Au printemps 340, Constant détache des troupes pour stopper l'avance de son frère. L'armée de Constantin II est rattrapée en Italie du Nord et les troupes de son cadet la font tomber dans une embuscade, non loin d'Aquilée. Constantin II, qui commande personnellement l'armée, ne ressort pas vivant de ce guet-apens. Toutes les provinces sous son autorité sont aussitôt saisies par Constant Ier, sans que Constance II, toujours occupé par ses campagnes en Mésopotamie, en tire le moindre avantage territorial. Désormais pleinement satisfait du nouvel ordre des choses, et sans doute préoccupé par les incursions barbares sur le Rhin et le Danube, Constant ne déclare pas la guerre au dernier de ses frères. Une dyarchie s'instaure alors — l'Occident aux mains de Constant Ier, l'Orient à celles de Constance II, mais sans que soit sacrifiée l'unité du monde romain —, dyarchie basée sur l'unanimitas entre les deux frères, qui légifèrent conjointement. Il semble qu'une nouvelle entrevue se soit tenue à Viminacium, le 4 avril 340, entre les deux augustes, à l'occasion de laquelle est justement réaffirmée l'unité de l'Empire.

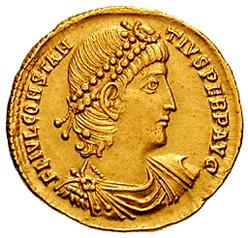
Solidus de Constance II, frappé à Antioche.

Dans la première moitié des années 340, l'unité affichée de Constance et Constant se fissure quelque peu, au sujet de la politique religieuse à mettre en œuvre. La cause en est une position différente vis-à-vis de la question de l'arianisme qui divise profondément les communautés chrétiennes depuis le début du IVe siècle. En simplifiant à l'extrême la grande diversité des positions, on distingue en effet, d'une part les ariens, du nom du prêtre Arius — qui considèrent Dieu et le Christ comme de substance différente, voire au mieux semblable, le Fils étant créé et engendré par le Père — d'autre part les nicéens, fidèles à la position issue du concile de Nicée de 325 — qui considèrent le Fils comme engendré, mais non créé, et consubstantiel au Père. Constantin II, élevé dans le credo nicéen, semble s'être découvert des sympathies pro-ariennes à la fin de son règne, sous l'influence d'Eusèbe de Nicomédie. Constance II paraît lui aussi favorable à cette vision, mais leur jeune frère Constant Ier s'y montre radicalement hostile. Des troubles éclatent à Antioche et à Constantinople, pour le contrôle du siège épiscopal, tandis que le très nicéen Athanase d'Alexandrie, chassé de son évêché par Constance II en 339, est réhabilité par les prélats occidentaux. Deux conciles se tiennent, à Sardique réunissant les Occidentaux, qui comme Constant sont majoritairement nicéens, et à Nicopolis où dominent les ariens, encouragés par Constance. Moins déterminé sur la question, ou peut-être simplement trop occupé par ses campagnes orientales pour envisager la rupture avec Constant, Constance finit par céder et, en 346, Athanase revient triomphalement à Alexandrie. À partir de cette date, les relations semblent revenir au beau fixe, et des monnaies émises entre 348 et 350 célèbrent ainsi le « Retour des Temps Heureux ».
Entre-temps, les deux frères défendent chacun de leur côté les frontières romaines contre les envahisseurs barbares. Ainsi, tandis que Constant affronte les Francs sur le Rhin, qu'il défait par exemple en 342, puis les Sarmates et les Vandales sur le Danube, Constance poursuit sa guerre d'usure contre les Sassanides dans le nord de la Mésopotamie. L'été 343, il remporte une première victoire, puis, une seconde aux abords de Singara, qu'il reprend peut-être à cette occasion, l'été suivant. Il se rend ensuite personnellement à Nisibe, puis à Édesse en 345, et affronte une troisième fois, en 348, les armées sassanides devant Singara où les deux camps subissent de lourdes pertes. L'année suivante, il séjourne à Singara ainsi qu'à Émèse et dégage encore l'imprenable Nisibe du siège auquel la soumet le roi des rois durant l'été 350. À cette date, à l'issue de treize années de guerre, et en dépit de multiples offensives, les Sassanides ne sont toujours pas parvenus à submerger durablement les grandes forteresses frontalières de l'Empire romain. Attaqué par les tribus nomades kidarites sur sa frontière orientale, Chapour II renonce temporairement à ses grands projets, tandis que les affaires d'Occident éloignent une nouvelle fois Constance II du soleil de l'Orient.

### Le temps des séditions

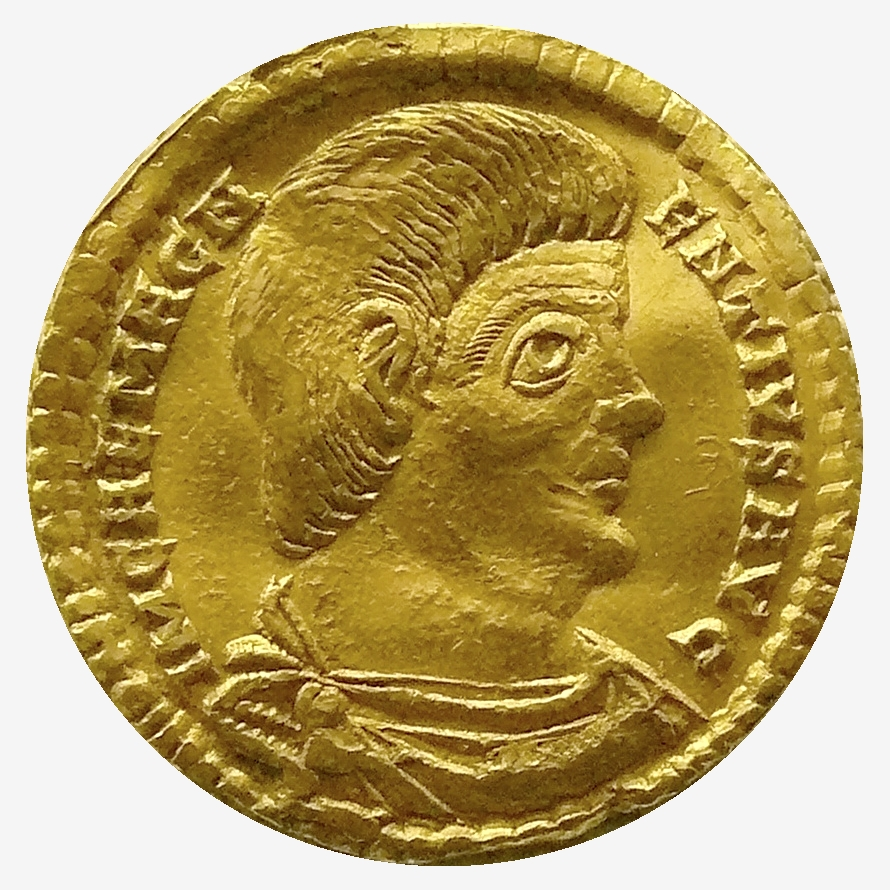
Magnence commande la garde impériale et l'armée des Gaules sous Constant Ier. Il usurpe le pouvoir en 350, tue son souverain et affronte Constance II. Vaincu à Mursa, il se suicide en 353 laissant Constance II unique maître du monde romain.

En effet, son frère Constant Ier est tombé, renversé entre-temps par un nouveau coup d'État militaire. Impopulaire au sein des troupes du Rhin — celles qu'avaient commandées le défunt Constantin II —, brutal envers les païens et ceux qu'il considérait comme des hérétiques, Constant semble s'être aliéné à la fois son état-major et la population des diocèses occidentaux. Une conspiration se fomente — impliquant l'ancien préfet du prétoire des Gaules Fabius Titianus et le comes rerum privatum Marcellinus, qui gère la fortune privée de l'empereur — au profit du comte Magnence, officier supérieur d'une armée, le comitatensis des Gaules,. Le 18 janvier 350, à la fin d'un banquet donné en l'honneur de l'anniversaire du fils de Marcellinus, Magnence revêt la pourpre impériale et se fait acclamer par les troupes. Constant, parti chasser aux environs d'Autun, réalise tout de suite que le rapport de force est en sa nette défaveur et prend la fuite en direction des provinces hispaniques. Rattrapé par Gaiso, officier de Magnence, à Castrum Helenae sur les marches des Pyrénées gauloises, il est mis aux arrêts et exécuté. Profitant de la mort de Constant Ier, un de ses cousins, Népotien, survivant du massacre familial de 337, saisit lui aussi la pourpre, aux environs du mois de juin, en Italie. Il défait le préfet du prétoire de Magnence, Anicetus, mais il est vaincu à son tour par Marcellinus, et meurt sous les murs de Rome. L'Italie se rallie à l'usurpateur.
Libéré de ses guerres persiques durant l'été 350, Constance II s'inquiète de la possibilité que les armées du Danube se rallient à leur tour à Magnence, mettant celui-ci en position de force. Or, ce dernier a justement élevé son frère Magnus Decentius au césarat et lui a confié la frontière rhénane, le laissant libre de se consacrer à une possible guerre civile. Par l'intermédiaire de sa sœur Constance, veuve d'Hannibalianus — l'éphémère roi des rois romain d'Arménie —, Constance II encourage un autre officier à usurper la pourpre. Il s'agit de Vétranion, commandant des troupes stationnées en Illyrie, qui se fait proclamer césar par les soldats du Danube. À défaut d'avoir pu s'en rendre maître à temps, Constance II ralentit tout au moins la progression de Magnence en direction de l'Orient. Ce dernier tente bien de se concilier Vétranion, tout en négociant avec Constance II sa reconnaissance comme auguste d'Occident, mais échoue dans les deux cas. Constance II fait route vers l'Illyrie et la ville de Naissus, où il s'entretient avec Vétranion qui semble émettre désormais des prétentions sur le titre d'auguste, qui ferait de lui l'égal de Constance II. L'empereur lui propose alors de s'en remettre à l'arbitrage de ces mêmes armées du Danube que commande Vétranion. Ce dernier accepte donc, mais Constance II, dans un discours éloquent, en appelle aux mânes du défunt Constantin Ier, son père, et aux serments liant les glorieuses armées danubiennes à la dynastie régnante. Sentant ses troupes abandonner son parti, Vétranion se jette au pied de l'empereur et troque la pourpre contre une grâce impériale.
En dépit de ce succès, au début de l'année 351, Magnence contrôle tout l'Occident — y compris l'Italie, l'Afrique, et peut-être même la Cyrénaïque, qui rallient son camp. En février, il est à Rome, où il nomme de nouveaux préfets du prétoire et de nouveaux préfets de Rome, et où il prépare sa campagne contre Constance II. Magnence repousse une tentative d'incursion de ce dernier en Italie du Nord, non loin d'Aquilée et pénètre en Pannonie. Les deux forces se rencontrent à Atrans, Siscia et Sirmium, sans qu'aucun des belligérants ne l'emporte de manière décisive. Finalement, les deux armées se mettent en ordre de bataille le 28 septembre 351, à Mursa. Aidé par la trahison du tribun Flavius Silvanus qui rallie ses rangs, Constance II semble l'emporter, encore que la bataille soit un bain de sang des deux côtés. Sur les arrières de Magnence, Constance suscite par ailleurs l'attaque du roi alaman Chnodomar, qu'il pousse à envahir la Gaule. Magnence reflue sur Aquilée, sans doute pour se replier en Hispanie, mais Constance lève une flotte et débarque des troupes à Narbonne pour lui barrer la route. En 352, Constance obtient le ralliement de l'Italie et de l'Afrique et, en 353, il affronte une nouvelle fois Magnence au Mons Seleucus, non loin de Gap. À la suite de la victoire de Constance II, Magnence réfugié à Lugdunum met fin à ses jours, le 11 août 353, tandis que son frère et vice-empereur Magnus Decentius se pend à Sens. Constance II, qui célèbre le trentième anniversaire de son accession au trône à Arles, ordonne une épuration des partisans du vaincu. Même s'il se sait plus vulnérable que jamais, et même s'il est désormais confronté aux incursions des barbares qu'il a poussés à envahir la Gaule, Constance II s'impose dès lors comme le maître unique de l'Empire romain.

## L'Empire centralisé

### Constantius Gallus et l'Empire sassanide
Si Constance II a pu sans crainte s'éloigner si longtemps de l'Orient, c'est qu'il a pris soin de s'y faire représenter. En effet, la cessation, toute temporaire, des hostilités peut reconduire les deux Empires frontaliers à la guerre, pour peu que Chapour II finisse de régler ses propres soucis orientaux. Constance II envisage donc de déléguer, ne serait-ce que nominalement, la frontière sassanide à un haut-responsable romain. Très attaché à l'impératif dynastique, et rendu méfiant à l'encontre de ses généraux au vu des événements survenus en Occident, Constance prend le parti de nommer un membre de sa famille au rang de césar. Or, quatorze ans après le massacre familial, le choix s'offrant à l'empereur n'est pas très large, puisque de sa parenté proche ne restent que deux survivants, ses cousins Constantius Gallus et Julien, tous deux fils de Flavius Julius Constantius. À la différence de leur père, ils ont, en effet, eu la chance de survivre à cette nuit terrible, mais ils ont été envoyés par Constance II, pour plus de sûreté, en résidence surveillée à Macellum en Cappadoce. Renseigné par ses agents, l'empereur porte son choix sur Gallus, le plus vieux des deux frères, qui, du haut de ses vingt-cinq ans, est subitement invité à quitter sa réclusion pour se rendre à la cour rejoindre son cousin. Le 15 mars 351, à Sirmium, en pleine guerre civile contre Magnence, Constance II revêt son cousin du manteau de pourpre des césars et lui offre, de surcroît, la main de sa sœur, Constance, qui l'a habilement servi durant l'usurpation de Vétranion.

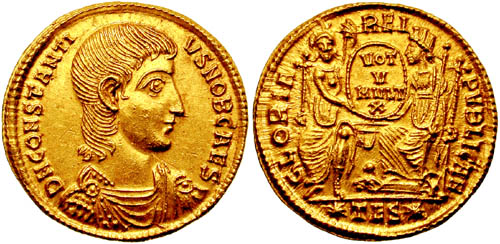
Constantius Gallus est l'un des rares survivants, avec son frère Julien, du massacre de 337. Sorti de réclusion pour être nommé César par Constance II, il tient les Sassanides en respect en Orient mais s'y conduit en tyran. Convoqué par Constance II, il est jugé de manière expéditive et exécuté, à l'hiver 354.

Le nouveau césar ne porte sans doute pas l'empereur dans son cœur, le croyant certainement impliqué dans l'assassinat de son père et du reste des Constantiniens. Il semble d'ailleurs que lors de leur entrevue, l'empereur ait amorcé devant lui le début d'un repentir, attribuant à ses propres péchés son incapacité à avoir un héritier ou ses contre-performances dans sa guerre contre les Sassanides. Gallus, qui rejoint Antioche en mai 351, ne se fait toutefois pas d'illusion sur la nature de leur relation. Dans une lettre qu'il lui adresse, Constance II prend en effet le soin de lui rappeler que « le pouvoir ne peut ni ne doit être partagé »,. De fait, les prérogatives du césar nouvellement promu sont minimes : il n'exerce qu'une fonction de représentation du pouvoir impérial. Ses officiers supérieurs comme Ursicin et ses fonctionnaires impériaux comme le préfet du prétoire d'Orient Thalassios ne reçoivent leurs ordres dans les faits que de Constance II et c'est à lui qu'ils adressent leurs rapports. Cet état de fait agace le césar autant que sa femme, qui, sûre du soutien de Constance II après le rôle qui fut le sien durant la guerre civile, encourage Gallus à se saisir réellement du pouvoir dont il est, en principe, le titulaire. Prenant la tête de ses troupes, le césar remporte quelques succès, contre les Isauriens en Cilicie, contre des Juifs révoltés en Galilée durant l'été 352 ; il semble également déjouer la conspiration d'un certain Orphitus, un ancien proche de Magnence, et surtout, il tient en respect l'éternel ennemi sassanide.
Cependant, encouragé par sa femme, il semble se comporter en véritable tyran, exécutant, bannissant et confisquant de manière parfois quelque peu hâtive, au point de s'attirer finalement une relative impopularité. Plus grave aux yeux de Constance II, Gallus aurait secrètement commencé à se constituer un parti sur place, laissant craindre à l'empereur, tout juste sorti de trois ans de guerre civile, une nouvelle usurpation. Par mesure de précaution, Constance rappelle un maximum de troupes d'Orient, troupes dont il peut du reste avoir réellement besoin, tandis que lui-même traverse le Rhin au printemps 354 pour affronter les barbares. Dans le même temps, une émeute éclate à Antioche où réside Constantius Gallus, en réaction à la famine qui touche la ville. À la suite d'une réflexion semble-t-il maladroite de Gallus, la population se retourne contre le gouverneur de Syrie qui est massacré. Gallus réagit violemment et réprime l'émeute dans le sang. Sans doute décidé à le relever de ses fonctions, Constance lui envoie plusieurs lettres invitant le couple à se rendre à sa cour, lettres auxquels le césar ne donne aucune suite. Profitant de la mort du préfet du prétoire d'Orient Thalassios, Constance charge son successeur nouvellement nommé, Domitianus, de presser instamment Constantius Gallus de le rejoindre dès son arrivée à Antioche. Peut-être lancé dans une fuite en avant, après avoir deviné les intentions de son supérieur, ou commettant simplement une irréparable erreur, Gallus fait arrêter et exécuter ce préfet à son arrivée, ainsi que le questeur du palais. Constance convoque une nouvelle fois son césar à Milan, qui cette fois ne peut plus tergiverser. Privé de sa femme, Constance, la sœur de l'empereur, qui meurt de maladie sur le chemin, et après une étape à Constantinople, où il prend encore le temps d'assister à des jeux, Constantius Gallus est conduit à Poetovio, au sud de Vienne, en septembre 354, où il est dépouillé des insignes impériaux, puis à Pula où un tribunal spécial dirigé par l'eunuque Eusébios le condamne à mort.

### La Gaule et Julien
Constance II se débarrasse ainsi d'un vice-empereur brutal et impopulaire, mais il est de nouveau confronté au problème qui était le sien durant la guerre civile : concilier la défense et la réorganisation des Gaules soumises aux invasions, tout en maintenant en respect le voisin sassanide, toujours suspect d'être tenté, au moindre signe de faiblesse, de relancer les hostilités. Hésitant à renouveler l'expérience malheureuse de Gallus, il s'efforce, dans un premier temps, de gérer seul l'immensité de l'Empire. Il mène en Gaule plusieurs campagnes, contre les Alamans du Brisgau à la fin de l'année 354, puis en 355 contre ceux du Bodensee. Alors qu'il retourne à Milan où réside sa cour, l'empereur confie au général Silvanus, qui avait opportunément trahi Magnence à la veille de la bataille de Mursa, la défense des Gaules avec rang de magister peditum, voire de magister militum, l'un des grades les plus élevés de la hiérarchie militaire du Bas-Empire romain. La rapide promotion du nouveau maître de l'infanterie attise cependant la rivalité d'un autre officier général de Constance II, le maître de cavalerie Arbitio, qui, avec l'aide de plusieurs hauts-fonctionnaires civils comme le préfet du prétoire des Gaules Lampadius, monte un complot pour le faire chuter. Des lettres falsifiées sont présentées à l'empereur, à Milan, qui semblent indiquer que Flavius Silvanus fomente un complot pour le renverser. Plusieurs officiers présents à la cour, à l'image du tribun des scholes palatines Mallobaud, se récrient, prennent la défense du malheureux général et obtiennent finalement la tenue d'une enquête. Bien leur en prend puisque les faussaires sont finalement confondus et mis hors d'état de nuire. Cependant, mal informé, craignant d'être de toute façon condamné à mort, Flavius Silvanus se lance dans une fuite en avant et se fait acclamer empereur à Colonia Claudia Ara Agrippinensium (Cologne), le 11 août 355. En réaction à cet acte hostile, Constance II envoie une petite délégation, commandée par le général Ursicin, officiellement pour rendre hommage à l'auguste autoproclamé. Arrivé sur place, au mois de septembre 355, Ursicin soudoie quelques hommes de Silvain, des Brachiales et des Carnutes, et leur fait assassiner leur chef alors qu'il se rend à la messe.
Constance se débarrasse ainsi de son cinquième usurpateur, mais ces événements lui font perdre plusieurs officiers généraux compétents, à commencer par Silvanus, alors que les barbares Francs, Alamans, Saxons, s'assurent le contrôle des quarante places fortes romaines sur le Rhin, ouvrant le territoire à leurs incursions. La pression des Quades et des Sarmates sur le Danube, la menace sassanide en Orient, l'absence de généraux brillants et de jeune héritier poussent Constance II à considérer à nouveau la possibilité de nommer un césar parmi sa parenté. Sans surprise, c'est sur Julien, son cousin, le dernier des Flaviens descendant de Constance Chlore, que se porte son choix. Là encore, Constance II peut craindre, à raison, de n'être pas particulièrement apprécié par son cousin, de par son implication dans la mort de son père Flavius Julius Constantius, mais aussi de son frère Constantius Gallus. Pressé par l'urgence de la situation en Gaule, et conseillé dans ce sens par son épouse Eusébie, Constance II, se résout finalement, encore qu'avec répugnance, à draper Julien de la pourpre des césars, à Milan, le 6 novembre 355, et à lui accorder la main de sa sœur cadette Hélène.
Encore une fois, si Julien reçoit une juridiction étendue à la Gaule, à l'Hispanie et à la Bretagne, les décisions de l'état-major et les comptes de l'expédition sont tenus à Milan par Constance II — le césar n'étant réduit, comme Gallus avant lui, qu'à une fonction d'apparitor aux ordres du Prince. Cette fois encore, Julien est entouré d'hommes de confiance de Constance II, à l'image des généraux Marcellus et Barbatio, du préfet du prétoire de la Gaule Flavius Florentius ou du questeur Secundus Salutius avec lequel cependant il finit par se lier. Du reste, le nouveau césar n'a reçu aucune formation militaire, et lors de ses passages à Nicomédie et Athènes après avoir quitté sa réclusion de Macellum, il passe plus de temps en la compagnie des philosophes qu'au milieu des casernes, ce qui laisse peu d'illusions à Constance II sur ses qualités potentielles de stratège. Ainsi, Constance ne daigne le faire informer de la situation réelle en Gaule, notamment la perte de la ville de Cologne, qu'à son arrivée à Turin, plusieurs jours après son départ de Milan, le 1er décembre 355, escorté sur quelques milles par son cousin. De toute évidence, Julien ne dispose que de peu d'opportunités de briller dans ses campagnes, entouré de généraux qui le surveillent plus qu'ils ne lui obéissent, au milieu d'un pays ravagé par les barbares et affaibli par les guerres.

### Une affaire de famille

En plusieurs années de guerre, Julien finit par repousser les barbares hors des Gaules en les défaisant notamment à la bataille d'Argentoratum de 357. Inquiet de ces succès, Constance II appelle en Orient les meilleurs bataillons de son césar et provoque ainsi l'usurpation tant redoutée.

Le jeune césar les surprend rapidement. Convaincu d'être investi d'une mission, rêvant d'être habité du genius du peuple romain, cet intellectuel féru de récits homériques entend faire revivre la gloire de ses ancêtres — réels comme Constance Chlore, ou supposés comme Claude II le Gothique —, qui avaient repoussé le péril barbare hors des frontières de l'Empire. Hivernant à Vienne près de Lugdunum, il tire profit de son immobilité pour recevoir une formation militaire sommaire de la part du questeur Secundus Salutius. Quittant la cité au printemps 356 pour rejoindre l'armée à Reims, selon les ordres de Constance, il fait un détour par Autun, qui avait manqué de tomber l'année précédente, et où avait séjourné son grand-père Constance Chlore. Arrivé en Gaule belgique en juin, il y est mis au courant du plan préparé depuis Milan par Constance II et son état-major. La région rhénane est ratissée par deux armées romaines, l'une sous les ordres de Marcellus et Ursicin, l'autre sous l'autorité, encore toute théorique, de Julien, et la principale ville de la région, Cologne, est reprise au mois d'août. Julien se retire à Trèves puis à Sens où on l'envoie passer l'hiver. Dans le même temps, confronté à une nouvelle poussée barbare que les premiers succès romains n'ont pas découragée, Marcellus est contraint de faire dégarnir Sens dès l'hiver 356. Ayant été mise au courant que le césar Julien y passe l'hiver avec une garde restreinte, une armée alamane pousse jusqu'à la résidence impériale et assiège la ville. Au printemps, lassés de la résistance de la ville fortifiée, les Alamans finissent par lever le siège. Marcellus, présent à proximité et qui n'a rien fait pour libérer un supérieur en titre qu'il n'apprécie guère, est alors convoqué par Constance II à Milan pour répondre de son comportement. Si l'Auguste n'est, lui non plus, pas vraiment désireux de voir Julien s'illustrer à la guerre, il n'apprécie que très peu la faible considération que son général semble avoir pour la pourpre impériale, fût-ce celle d'un simple césar. Marcellus est limogé, Ursicin envoyé en Orient et Constance II, toujours encouragé par son épouse Eusébie, se résout à confier à Julien le commandement effectif sur l'armée et l'administration de la Gaule romaine au printemps 357.
Si Constance II se décide à laisser à Julien les rênes de la Gaule, il ne renonce pas à le surveiller à distance. Ainsi, un nouveau général vient rejoindre l'état-major du césar, Barbatio, ancien commandant des gardes de Constantius Gallus, qui avait dégradé et transféré celui-ci à son tribunal de Pula. Après avoir maté une révolte de supplétifs germains en Franche-Comté, Julien reprend l'offensive selon les plans de 356 : il se porte sur Saverne qu'il consolide, tandis que Barbatio doit le rejoindre en longeant la rive gauche du Rhin. Mais, retardé par une traversée du Rhin improvisée, Barbatio prend la décision de faire demi-tour et de ramener son armée hiverner dans ses cantonnements initiaux. Attendant des renforts qui ont fait volte-face, Julien et son corps d'armée sont confrontés à une concentration importante de barbares, déjà avertis du repli de Barbatio. Refusant de se rendre, le césar marche contre eux en direction de Strasbourg où il leur livre bataille à Argentoratum bien qu'en infériorité numérique. Il remporte cependant la victoire et le roi des Alamans Chnodomar est fait prisonnier et envoyé à Constance II. Après avoir encore mené quelques incursions outre-Rhin et dans l'arrière-pays gaulois, le césar Julien, grandi de ses nouveaux lauriers, se rend à Lutèce au printemps 358, avant de repartir en campagne à l'été. En 358 et 359, il réduit les Francs saliens dans le Brabant, les Chamaves au-delà de la Meuse, répare les grandes forteresses rhénanes aux frais des barbares et finalement lève une flotte chargée de protéger les convois de ravitaillement à destination de la Gaule et en provenance de la Bretagne.
S'il se réjouit de trouver la Gaule en bon ordre, Constance II regarde avec défiance les succès de son vice-empereur. Fort du souvenir des premiers usurpateurs, il peut être en droit d'en craindre une redite, de la part d'un cousin dont il se sait mal-aimé et qui dispose à la fois d'appuis dans les milieux intellectuels orientaux — qu'il fréquentait avant son césar —, mais aussi au sein des armées du Rhin désormais liées à sa cause. L'empereur doit, dans le même temps, quitter les régions danubiennes, où il vient de soumettre de manière décisive les Quades et les Sarmates, pour se porter en hâte vers Constantinople et l'Orient alors que Chapour II, reprenant les hostilités, franchit le Tigre en 358. Évitant Nisibe cette fois, le roi des rois met le siège sous les murs d'Amida qui tombe en octobre 359, laissant six légions prisonnières des Sassanides. Résolu de régler ces deux problèmes à la fois, Constance ordonne à l'état-major de Julien de lui envoyer ses meilleurs bataillons, notamment les auxiliaires hérules et bataves qui s'étaient illustrés pendant les campagnes rhénanes, qui seraient autant de forces en moins, en cas d'usurpation, tout en étant des plus utiles dans ses guerres persiques. L'envoyé de Constance II, Decentius, arrive en janvier 360 à Lutèce porteur d'une nouvelle qui n'enchante que très modérément les troupes en partie gauloises et germaines, très attachées semble-t-il à leur nouveau césar et peu désireuses d'abandonner leurs familles pour aller combattre dans la lointaine Mésopotamie au climat si différent du leur. Sorti de son palais en pleine nuit, ceint du diadème de circonstance et levé sur un bouclier à la manière franque, le césar Julien est acclamé auguste par ses troupes en février 360. De nouveau, Constance II prend les armes pour défendre son trône.

## La défaite de l'invaincu
Soucieux avant tout de gagner du temps, voire de se faire reconnaître par Constance II, Julien l'usurpateur lui envoie aussitôt une longue lettre le conjurant de croire qu'il n'a fait que céder à la violence des armes, pour éviter qu'un autre moins bien intentionné ne prenne la tête de la révolte. Averti en mars 360 de la rébellion de son cousin, Constance II reçoit peu après, à Césarée de Cappadoce, deux envoyés porteurs de ladite lettre, signée Julien César, dans laquelle l'usurpateur entend négocier le maintien de son titre augustal. Constance II rejette avec fureur ces propositions, conscient que le rapport de force joue en sa faveur. Des différents diocèses, seuls ceux de Gaules et de Bretagne — après que Julien a mis aux arrêts le général Lupicinus de retour d'une campagne victorieuse — se sont déclarés ouvertement en sa faveur. Constance II envoie deux émissaires successifs, un chargé de mission du nom de Léonas qui refuse les propositions de Julien, puis un évêque des Gaules, Épictète, qui le somme de se rendre pour avoir la vie sauve, sans succès. Après une nouvelle campagne sur le Rhin, Julien marche sur Vienne où il prend ses quartiers d'hiver à la fin de l'année 360.
Constance II doit quant à lui poursuivre sa guerre sassanide : durant l'hiver, il se porte sur Édesse puis Amida, assiège Bezabde et se rend à Hiérapolis. En 361, à la différence de Julien qui laisse les Gaules nettoyées des barbares, il est beaucoup plus difficile pour Constance II de quitter un front oriental de nouveau en grande difficulté. Envisageant peut-être d'appliquer à Julien la stratégie de la création d'une diversion sur le Rhin — qui fut la sienne contre Magnence —, l'empereur correspond avec le chef barbare Vadomaire, jusqu'à ce que ce dernier soit capturé par les forces de l'usurpateur. Constance II veille également à fortifier les riches provinces d'Afrique contre un potentiel débarquement venant d'Italie. Après un nouvel été à batailler sur l'Euphrate, et apprenant que Julien, à la tête de ses armées, s'est mis en marche vers Sirmium en Illyrie, Constance II quitte finalement la Mésopotamie supérieure pour marcher au-devant des forces de son rival. En juillet, Sirmium tombe entre les mains de l'usurpateur qui avance jusque Naissus où il se prépare à affronter les armées de son cousin. Constance II lui épargne cette peine : tombé malade à Tarse en octobre, le souverain, épuisé par la fièvre, décède le 3 novembre 361, à Mopsueste en Cilicie, dans sa quarante-quatrième année, la vingt-quatrième de son règne.

Julien Auguste abandonne la stratégie défensive de Constance II autour des forteresses de la Mésopotamie du nord telles qu'Amida, Singara ou Nisibe et lance une expédition en plein cœur du territoire sassanide qui se solde en 363 par la mort de l'empereur et la défaite de Rome.

Baptisé au dernier moment, comme l'avait été son père Constantin Ier avant lui, Constance II désigne un successeur avant d'expirer. Renonçant à faire endurer aux populations de l'Empire les affres d'une nouvelle guerre civile, pleinement conscient de l'intérêt supérieur d'un Empire menacé de toute part, et résolument attaché à faire survivre la dynastie constantinienne, l'empereur fait de son ennemi et néanmoins cousin son héritier désigné. Aux alentours du 20 novembre, Julien l'usurpateur apprend ainsi que son rival est mort et qu'il est désormais auguste incontesté de tout le monde romain. Décrétant un deuil national, le nouvel empereur se rend à Constantinople où il accueille la dépouille impériale qu'il conduit, en grande pompe, en l'église des Saints-Apôtres où Constance II va reposer aux côtés de son père. Présidant le Sénat de Constantinople, Julien rend finalement au défunt les honneurs de l'apothéose. À ce nouvel Auguste, qui revendique enfin après des années de dissimulation son culte des anciens dieux romains, échoit un Empire où coexistent païens et chrétiens, eux-mêmes déchirés par les hérésies, arianisme et donatisme. Mais le principal héritage que Julien reçoit de son prédécesseur demeure le conflit sassanide. Cette guerre de vingt-six ans que Constance II n'est jamais parvenu à gagner va causer la perte de Julien. Auréolé de ses succès, ce dernier se lance, sur les traces d'Alexandre le Grand, dans une grande campagne au cœur du territoire ennemi. Cet abandon de la stratégie défensive de son prédécesseur ne se révèle finalement pas être le succès escompté, puisque le 26 juin 363, après avoir renoncé à prendre la capitale sassanide, Ctésiphon, l'empereur Julien est mortellement blessé, en plein territoire sassanide, alors qu'il participe à un combat d'avant-garde. Jovien, son successeur désigné aura la rude tâche de signer une paix humiliante avec Chapour II, mais aussi, de rétablir l'Empire chrétien, qu'avaient défendu toute leur vie Constantin Ier et son fils.

## Constance et l'héritage constantinien

### Ancienne et Nouvelle Rome

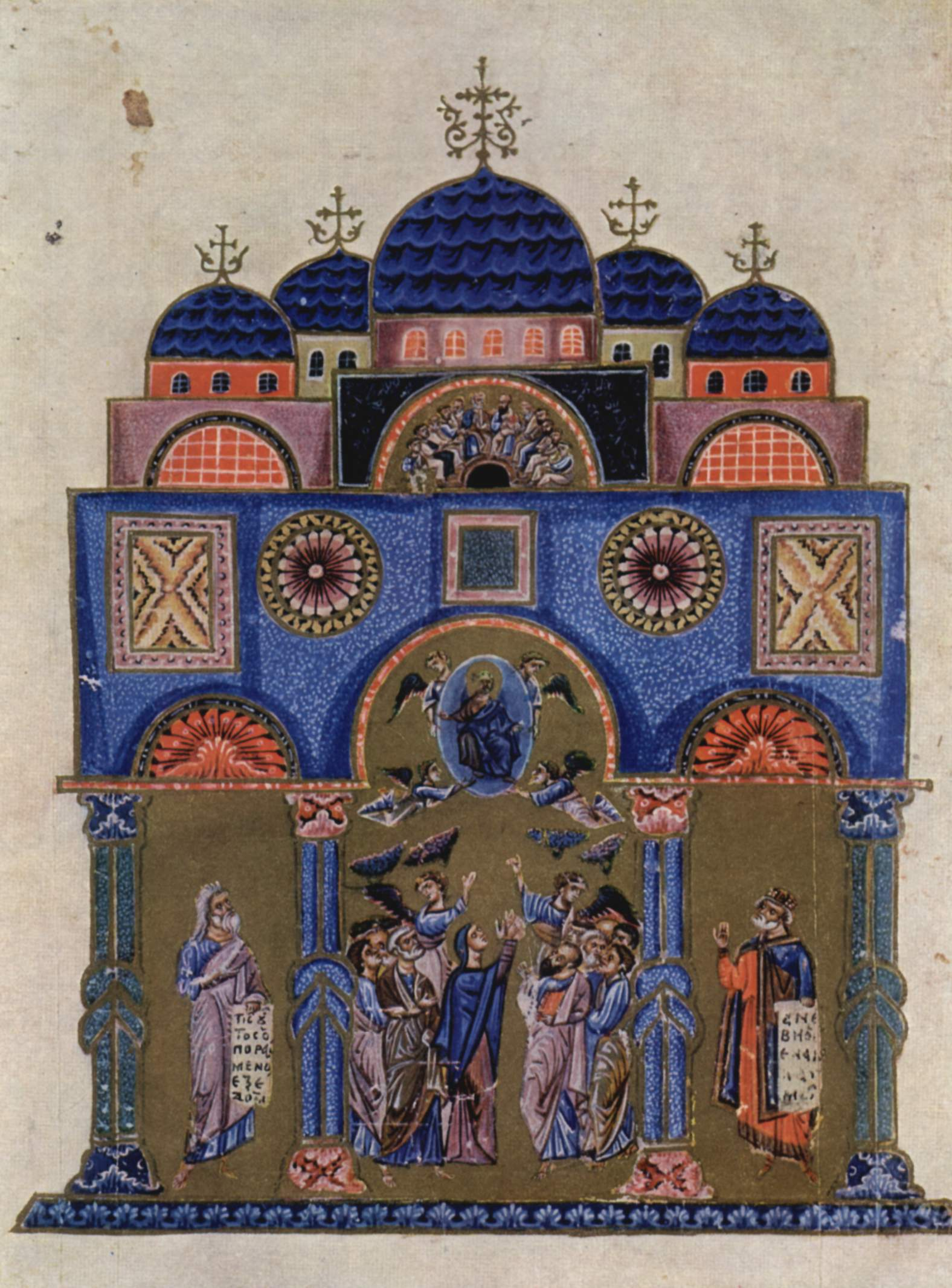
Possible représentation de l’église des Saints-Apôtres, commencée sous Constantin Ier (empereur romain) et achevée par son fils Constance II. Bien qu'il visite Rome et y célèbre son triomphe, son règne est surtout marqué par un déclassement relatif de la Ville éternelle vis-à-vis de Constantinople. Homélies de Jacques de Kokkinobaphos, vers 1150.

Lorsque Constance II accède au trône, cela fait plus de cent ans que la cour impériale ne réside plus à Rome. En effet, les crises et invasions du IIIe siècle ont incité les empereurs à fuir la capitale au profit de forteresses frontalières. Mais Constantin Ier, au sortir des guerres civiles, décide de créer une nouvelle cité vouée à devenir une résidence impériale à l'égale de Rome, mais plus proche des frontières stratégiques. En 324, le plan de Constantinople est consacré. Après un dernier séjour en Italie — et plus précisément à Rome en 325 où il célèbre son triomphe sur Licinius —, l'empereur quitte définitivement le Latium pour le Bosphore.
Constance, césar puis auguste, d'abord à la tête de la pars orientalis, n'a pas l'occasion d'honorer la Ville de sa présence. Ses guerres orientales et les séditions rhénanes le cantonnent par la suite au plus près des frontières, généralement à Antioche ou à Milan. Pour autant, l'Urbs demeure le lieu par excellence des cérémonies grandioses, aussi, en 357, le Prince, profitant de la présence de Julien en Gaules et du calme provisoire sur la frontière syrienne, décide-t-il d'aller avec l'impératrice y célébrer son triomphe sur Magnence. Sa visite, qui intervient trente-deux ans après celle de son père, commence le 28 avril 357 et dure un mois. Le récit qu'en fait l'historien Ammien Marcellin dénote la pompe et la magnificence des cérémonies qu'il y donne. Personnellement impressionné par la majesté de la Ville, Constance II donne à voir pendant toutes ces célébrations le profil hiératique renforcé du protocole imposant qu'affectionneront plus tard les empereurs byzantins. Avant de quitter — définitivement — la Ville, il la pare d'un obélisque issu du grand temple de Karnak, que Constantin avait initialement destiné à sa Nouvelle Rome, mais qui va finalement trôner sur la spina du Circus Maximus.
Pour autant, Constance II ne néglige pas sa nouvelle capitale, et sa visite à Rome tient en réalité plus d'une parenthèse inattendue pour ses habitants que d'un réel retour en grâce de ce majestueux « conservatoire des gloires passées », désormais orphelin de ses empereurs. Installé à Constantinople à partir de 359, Constance y consolide la position de sa nouvelle capitale. C'est ainsi que le proconsul de la ville devient préfet de Constantinople, égalant ainsi en dignité l'ancienne Rome, qui jusqu'à présent était la seule à jouir du privilège de disposer d'un préfet de la ville. De la même façon, au nom de l'empereur, Thémistios élargit la liste sur l'album du Sénat de Constantinople, créé par Constantin sur le modèle du Sénat romain, en portant le nombre de ses membres de trois-cents à deux-mille. De même, il pare la cité de nouveaux monuments et achève ainsi l'église des Saints-Apôtres qui sert ensuite de nécropole impériale pour les empereurs orientaux. On lui doit surtout la construction de la première basilique Sainte-Sophie, qui constitue alors la plus grande église de la cité, et qui est consacrée le 30 octobre 360. Par les honneurs qu'elle reçoit et les splendeurs architecturales qui la parent progressivement, Constantinople se démarque des résidences impériales du IIIe siècle et se place, conformément aux souhaits de Constantin II, sur un pied d'égalité avec l'ancienne Rome, laquelle subira alors un relatif déclassement vis-à-vis d'une rivale orientale en pleine ascension.

### Administrations et positions de pouvoir
À son arrivée au pouvoir absolu, Constance II doit gérer la mise en œuvre des grandes réformes constantiniennes. Il hérite du système monétaire mis en place par son géniteur et basé sur le solidus d'or, et doit notamment combattre une certaine inflation tandis que l'accroissement des dépenses de prestige à la cour impériale et les guerres, civiles et extérieures, grèvent le budget de l'Empire. Constance II s'efforce de rétablir l'équilibre, notamment via une politique d'émission monétaire : il fait frapper des monnaies plus lourdes en cuivre pur ou saucé, à l'image de la majorina ou du centenionalis, centième théorique du solidus. En 348, le monnayage unique de bronze est remplacé par trois monnaies, puis on revient à une seule durant le règne de Magnence, dont le poids diminue jusqu'à 2 g sous Julien César. Le miliarense d'argent diminue aussi après 353. Le revers monétaire dominant parmi les frappes, FEL TEMP REPARATIO, exprime la propagande impériale et célèbre le rétablissement des temps heureux. Seul le solidus d'or est maintenu stable et son volume d'émission augmente avec l'exploitation de nouveaux gisements. Il concurrence de plus en plus l'argent dans les exigences fiscales et judiciaires de l'administration durant la période 350-360, et le supplante ultérieurement. Toutefois, en dépit de ses soucis financiers, Constance II veille tout de même à faire restituer aux cités les revenus des anciens biens communaux qu'avaient confisqués son illustre prédécesseur. La législation impériale est également marquée par la traditionnelle politique répressive des Césars de sorte qu'il continue la politique moralisatrice de son père en imposant par exemple la séparation des sexes dans les prisons, en réprimant plus durement le rapt, ou en châtiant sévèrement les adultères, « sacrilèges de noces », qui devaient être mis en sac avec quatre animaux - serpent, singe, coq, chien - et noyés.
Le règne de Constance II se caractérise également par un prolongement des réformes administratives de Dioclétien et Constantin Ier. C'est ainsi dans les années 340 qu'est réformée la préfecture du prétoire, sans doute à l'initiative de Constant Ier, sur un modèle qui est repris par Constance II après sa victoire de 353 sur Magnence. Le préfet n'est ainsi plus un haut fonctionnaire civil vivant aux côtés de l'empereur et à la tête de l'administration centrale mais devient une autorité déconcentrée placée à la tête d'un regroupement de diocèses. Un nouvel échelon administratif se met donc en place, sous la forme d'un collège de quatre préfectures du prétoire, chacune dirigée par un préfet directement aux ordres de l'empereur : la préfecture des Gaules regroupant les diocèses de Bretagnes, de Gaules proprement dites, de Vienne et d'Hispanie, la préfecture d'Italie comprenant l'Italie elle-même mais aussi l'Afrique, la préfecture d'Illyrie autour de la Pannonie, de la Mésie et de la Thrace, et enfin la préfecture d'Orient à la tête des diocèses d'Orient, d'Asie et du Pont. Cette division de l'Empire en préfectures, en diocèses et en provinces, qui se maintient jusqu'à la mise en place du système thématique vers le VIIIe siècle, consacre une hiérarchisation accrue des différents fonctionnaires impériaux. Préfet, vicaire - à la tête du diocèse - et gouverneur dans la hiérarchie civile, et leurs alter ego au sein de l'armée romaine tardive, maître des milices, comte et duc, constituent la principale ossature de cette nouvelle administration impériale. La distinction claire entre carrières civiles et militaires, qui disparaît quatre siècles plus tard à la suite des réformes thématiques d'Héraclius et de ses successeurs, est pour l'heure encore renforcée par Constance II qui s'efforce de protéger les fonctionnaires civils contre l'influence des militaires et qui définit des règles strictes régissant l'avancement dans les deux corps. Il est également notable que Constance II favorise l'accession de quelques juristes aux plus hautes positions de l'État, à l'image du préfet du prétoire d'Illyrie Anatolius ou du comte d'Orient Modestus.
Pour autant, si le Prince accroît le poids de la bureaucratie, il encourage surtout la multiplication des organes de contrôle et d'espionnage centralisés au palais. L'empereur, d'un naturel méfiant exacerbé par les coups d'État successifs, se méfie de ses généraux et de ses hauts-fonctionnaires les fait surveiller. Notaires, eunuques et agentes in rebus, au cœur d'un des premiers système de renseignement réellement abouti, entourent l'empereur et composent son conseil restreint aux dépens des prélats et des fonctionnaires impériaux. L'eunuque de la chambre Eusébios, ou encore le notaire Paul dit Catena, soit la Chaîne car il passait pour être un maître des interrogatoires, constituent ainsi l'entourage quasi exclusif du Prince. Du reste, même les Césars qu'il décide d'élever sont soumis à cette surveillance étendue : c'est Eusébios qui préside ainsi le tribunal condamnant à mort Constantius Gallus de retour d'Orient, tandis que Paul est envoyé aux côtés de Julien dans ses campagnes gauloises. Seule l'impératrice Eusébie, deuxième des trois épouses successives de Constance II, passe pour avoir eu une influence autonome sur un mari passablement épris. Les officiers supérieurs de l'empereur ont par voie de conséquence une influence assez restreinte sur leur maître. Du reste, Ammien Marcellin, qui est le principal chroniqueur de la période et qui sert lui-même comme officier dans les armées de Constance, les traite assez durement, assimilant ainsi les généraux Barbatio, Arbitio ou Marcellinus à des incapables ne devant leur poste qu'à leur courtisanerie,. Parce qu'il jette les bases administratives du futur Empire byzantin, parce qu'il fait de Constantinople une capitale impériale, par son goût pour le protocole, la majesté et le faste de la maison impériale, et par la place que prennent progressivement les eunuques à sa cour, Constance II est ainsi parfois considéré comme le premier des empereurs byzantins.

## Le Prince et le Seigneur

### L'Église dans l'Empire

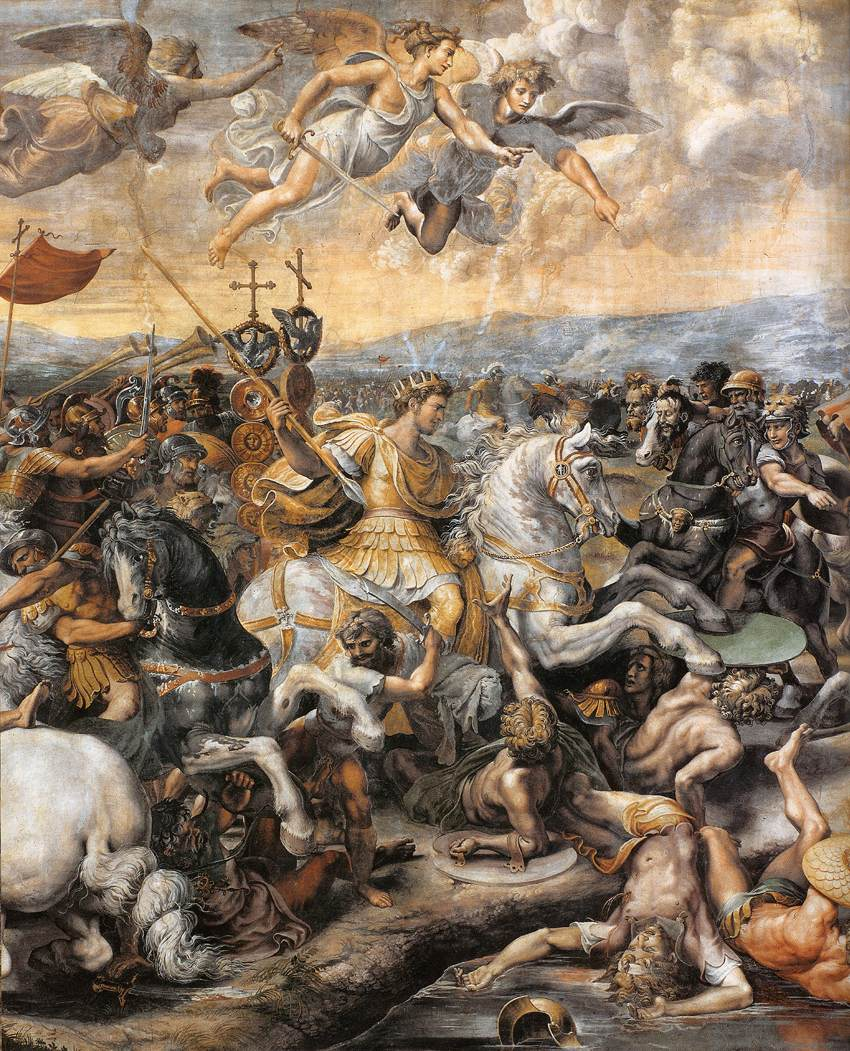
C'est sans doute peu avant sa victoire au pont Milvius de 312 que l'empereur Constantin Ier (empereur romain) se convertit à la religion du Christ. Averti peu avant l'affrontement dans un songe prophétique qu'il allait emporter la victoire, il fait peindre le chrisme sur son casque et sur les boucliers de son armée.

Ce sont cependant les problèmes religieux qui marquent le plus intensément le règne de Constance II. Premiers Princes à avoir reçu une éducation chrétienne, Constantin II, Constance II et Constant Ier semblent promis à continuer l’œuvre de leur père, Constantin Ier, le premier empereur à avoir revendiqué sa croyance en le Christ, qui a tout au long de son règne favorisé la religion montante. Sans doute les trois enfants s'efforcent-ils d'imiter leur père puisqu'ils interviennent eux aussi, dès leur arrivée au pouvoir suprême, dans les affaires religieuses. Ainsi, ils poursuivent notamment le mouvement de lutte contre le paganisme simplement amorcé par leur prédécesseur. Sans doute sous l'influence de Constant, le plus radical des trois frères, une célèbre loi est prise par les empereurs en 341 qui interdit formellement « la démence que sont les sacrifices ». En 346, un nouvel édit de Constance II ordonne la fermeture des temples païens, en interdit l'accès et punit de mort les contrevenants dont les biens doivent être versés au trésor impérial. En 353, les sacrifices nocturnes, déjà interdits par Constantin et qui avaient brièvement été autorisés de nouveau par Magnence sont de nouveau frappés d'interdit. Une loi du 19 février 356 précise que ceux qui enfreignent cette règle et qui sacrifient tout de même aux dieux païens sont susceptibles d'être condamnés à mort. Des lois contre la divination et la magie prévoient également de livrer au bourreau les coupables, fussent-ils de hauts fonctionnaires. Enfin, des lois contre les Juifs viennent également compléter cette législation contre les ennemis de la vraie foi puisqu'il leur est ainsi interdit de posséder des esclaves d'un autre peuple en 339, tandis que les anciens chrétiens convertis au judaïsme doivent être spoliés de tous leurs biens au profit de l'État d'après un texte de 352.
Pour impressionnantes qu'elles soient, ces lois sont toutefois très diversement appliquées dans les différentes régions de l'Empire. Elles sont ainsi relativement modérées en Occident où elles ne sont guère que de simples déclarations de principe ne trouvant que quelques rares applications, et notamment en Italie où Rome, dans son Sénat, demeure un « repaire de païens » notoire. Du reste, Constance II, qui demeure comme c'était le cas pour son père Pontifex Maximus, s'acquitte consciencieusement, lors de sa visite dans la Ville éternelle de ses devoirs de dirigeant des cultes traditionnels et distribue ainsi les différents sacerdoces aux aristocrates romains, même s'il profite de l'occasion pour retirer l'autel de la Victoire de la Curie Julia. En Orient, où les chrétiens sont bien plus nombreux, bien qu'encore loin d'être majoritaires, les mesures sont en revanche bien mieux appliquées et l’avènement de Julien qui ordonne la restitution des différents éléments des temples abattus accroît des tensions déjà vives entre les communautés.
En parallèle de ces coups portés aux rites et pratiques païens, la fratrie privilégie l'Église au gré de ses décisions. En 343, le clergé et ses serviteurs sont exemptés d'impôt et reçoivent l'assurance qu'ils n'en subiront plus à l'avenir. En 349, les membres du clergé appartenant à l'ordre décurional sont libérés de leurs munera, les coûteuses obligations municipales, de même que leurs enfants qui sont appelés à suivre leurs traces. Ces deux exemptions sont réaffirmées en 356 où elles deviennent valables non seulement pour les membres du clergé mais aussi pour leur femme, leurs enfants et même leurs serviteurs. En 355, Constance II autorise finalement les évêques ayant maille à partir avec la justice à être jugés par leurs pairs et non plus par les tribunaux impériaux. Mise à part cette dernière mesure, Constance II, comme son père Constantin, ne garantit guère plus aux cadres de l'Église que ce que sont déjà les privilèges des prêtres païens et c'est plus en revendiquant officiellement leur foi et en s'entourant de chrétiens convaincus que l'un et l'autre font dans un premier temps progresser leur Église. En faisant du christianisme leur religion personnelle, Constantin et sa progéniture s'estiment ainsi fondés à libérer leur coreligionnaires de liturgies coûteuses impliquant des sacrifices et en arrivent à interdire, comme le fait Constance, à des païens de recourir à d'anciens soldats, et par la même des hommes liés au Prince, pour leurs combats de gladiateurs. Toutefois, aucun d'eux ne songe à interdire le paganisme, et les masses païennes ne sont pas à proprement parler soumises à la persécution : il s'agit plus d'un encadrement dans le sens d'une restriction croissante des rites qui est imposé par le pouvoir impérial chrétien. Il est ainsi notable de constater que, même sous Constance II, plusieurs païens paraissent à la cour, à l'image du rhéteur Libanios, du philosophe et proconsul Thémistios ou encore de l'officier historien Ammien Marcellin.

### Schismes et hérésies

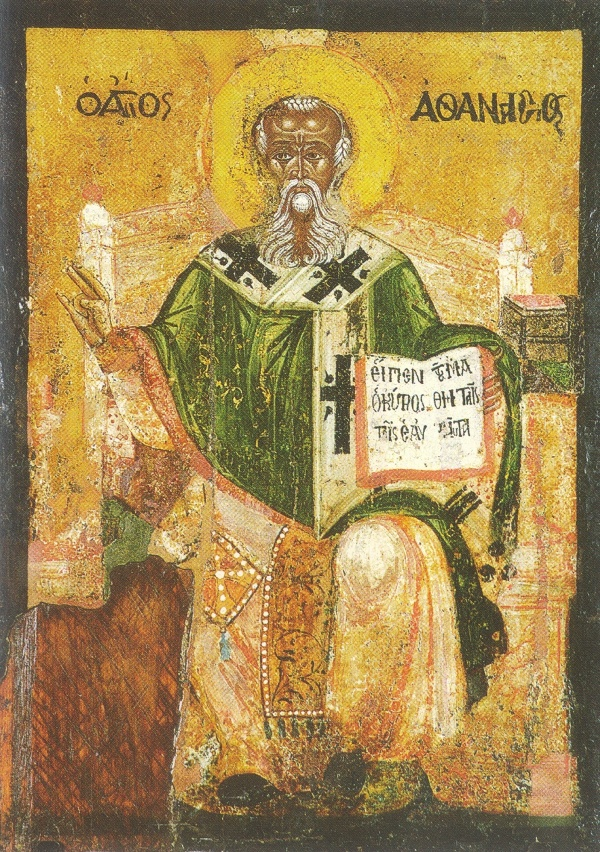
Athanase d'Alexandrie est avec Hilaire de Poitiers le principal représentant du courant nicéen. L'un et l'autre sont exilés par Constance II qui cherche à imposer son symbole de Sirmium, fidèle à la doctrine arienne, au clergé tout entier.

Conformément à l'exemple donné par son père, Constance II, voyant l’Église confrontée au schisme donatien et surtout à l'hérésie arienne, se considère le devoir de veiller à en reconstituer l'unité autour d'une même profession de foi. Sous le règne de son père divers conciles avaient déjà été réunis sur cette délicate question de la consubstantialité — ou non — du Père et du Fils, le Seigneur et le Christ. On a vu que Constance II embrasse la cause arienne, à la différence de son jeune frère farouchement nicéen. Son triomphe sur Magnence de 353 lui permet d'imposer ses vues à toute la Chrétienté alors même que le soutien de l'évêque arien Ursace de Singidunum à la veille de la bataille de Mursa renforce son parti-pris en faveur des théories du défunt Arius. Constance souhaite d'abord écarter ses adversaires nicéens et fait ainsi déposer Athanase d'Alexandrie, évêque oriental et néanmoins l'un des plus farouches défenseurs de la consubstantialité, à la suite du concile d'Arles et au concile de Milan. En 356, Constance tente même de le faire arrêter mais l'évêque prend une troisième fois le chemin de l'exil tandis que l'armée investit Alexandrie pour soutenir le nouvel évêque, Georges de Cappadoce. Le vieil Ossius de Cordoue, qui avait conseillé Constantin durant le concile de Nicée, doit partir pour Sirmium, Paulin de Trèves, seul à avoir défendu Athanase au concile d'Arles est envoyé en Asie Mineure, tandis que Lucifer de Cagliari, Eusèbe de Verceil ou encore Denis de Milan sont eux aussi exilés en plein Orient arien. Le pape Libère est assigné à résidence à Véria de Macédoine, en 355, tandis que Constance II fait élire un nouvel évêque de Rome plus proche de ses idées en la personne de l'antipape Félix II.
Pour brutale qu'elle soit, cette politique amène néanmoins quelques résultats. Ainsi, lors des conciles d'Arles et de Milan, une majorité des occidentaux se prononce en faveur de la déposition d'Athanase d'Alexandrie et les ariens finissent par obtenir d'Ossius de Cordoue, alors centenaire, une profession de foi se rapprochant quelque peu de la leur. En parallèle de ces condamnations visant les plus résolus des nicéens, Constance veille à promouvoir la nouvelle profession de foi arienne par différents conciles notamment via la proclamation du symbole de Sirmium voué à remplacer celui de Nicée. Toutefois, si l'arianisme semble être en passe de l'emporter, il se divise lui-même en plusieurs courants différents. La définition du nouveau symbole de Sirmium est ainsi tiraillée entre les anoméens, ou ariens radicaux, autour d'Ursace de Singidunum et de Valens de Mursa, pour qui Dieu et le Christ sont dissemblables, et les homéens, plus modérés, tel Basile d'Ancyre, pour qui ils sont globalement de substance semblable, mais pas identique comme l'avancent les nicéens. Ainsi, si le deuxième symbole de Sirmium, en 357 est porté par les anoméens, le synode d'Ancyre de 358 les dénonce comme hérétiques et pousse Constance II à réunir une nouvelle réunion à Sirmium qu'il préside et qui opte finalement pour une position de compromis, où la notion de substance est purement et simplement supprimée, position qui ne satisfait aucune des parties et ne règle pas le conflit.
Constance II, qui se considère comme « l'évêque des évêques », entend donc bien contraindre, par la force de son autorité, les prélats récalcitrants, ariens comme nicéens, à professer cette idée controversée de la supériorité et de l'antériorité du Père. L'empereur arien n'a toutefois pas l'autorité de son père Constantin. Premier empereur à la croix, le règne de ce dernier coïncide par ailleurs avec la fin des grandes persécutions, ce qui lui permet d'être considéré, par nombre de chrétiens, comme un sauveur, un envoyé de Dieu pour défendre son Église et permettre son triomphe. Lorsque Constance monte sur le trône, les circonstances ont changé, de sorte qu'il trouve face à lui un clergé chrétien organisé quoique divisé, et habitué depuis des décennies à bénéficier de la faveur impériale. Aussi, lorsque pour s'occuper des questions religieuses, il réunit différents conciles œcuméniques, ces grandes réunions des évêques de l'Empire, trouve-t-il ces derniers globalement moins disposés à se laisser dicter leur dogme par un simple chrétien fut-il grandi de l'autorité impériale. N'ayant ni le prestige ni le sens de la diplomatie de son père, Constance II se montre maladroit et, sans parvenir à unir les ariens, s'aliène irrémédiablement le parti nicéen groupé principalement autour des évêques occidentaux qui ont connu dans Constantin et surtout dans le jeune Constant des soutiens indéfectibles. Ossius de Cordoue critique ainsi devant Constance les ingérences du pouvoir impérial dans les problèmes intérieurs de l'Église. Le célèbre prélat nicéen Hilaire de Poitiers, lui aussi un temps exilé en Orient, en vient même à comparer l'empereur ayant trahi le credo de Nicée à l'Antéchrist en personne. L'animosité de l'évêque est telle qu'il maintient un style agressif à l'encontre du Prince même après l'usurpation de Julien et la révélation de l'apostasie du nouveau souverain. Un signe que les haines entre chrétiens, nées des controverses sur la nature de la Trinité, se révèlent parfois plus vives que les tensions latentes entre chrétiens et gentils et que l'Église au sortir du règne de Constance II demeure plus désunie que jamais.

## Historiographie
Constance II a laissé peu de marques dans l'histoire romaine alors même qu'il est l'un des rares princes à avoir connu un règne aussi long. Ceci étant dit, l'empereur n'en apparaît pas moins dans de nombreux discours et tient naturellement sa place au sein des histoires de l'Empire et de l’Église qui sont rédigées dans la seconde moitié du IVe siècle et dans les siècles suivants, à Rome et Constantinople, même si le statut et la position des historiens tout autant que le contexte dans lequel ils écrivent changent radicalement les traits sous lequel il a pu être décrit. Très logiquement, les éloges panégyriques pour Constance, à l'image de ceux des philosophes et rhéteurs Thémistios et Libanios, parent ainsi sans modération l'empereur de toutes les qualités, réelles ou inventées, et, parce qu'ils sont lus directement à l'empereur, ne renseignent pas toujours avec objectivité. De même, il faut voir dans les deux discours de Julien césar à Constance auguste, rédigés durant les campagnes rhénanes, plus une protestation politique de loyauté de la part d'un homme qui se sait toujours vulnérable qu'une description véritablement sincère d'un empereur censé être l'archétype du « Bon Roi » hellénistique, un modèle vivant de divine philantropia. Ainsi, si dans ces éloges, Constance rayonne de « l'éclat parfait de [s]a vertu », dans un texte postérieur, le Banquet, Julien, une fois auguste, l'assimile, à l'inverse, aux « meurtriers, sacrilèges, êtres infâmes ». D'une manière similaire, d'autres textes très circonstanciés peuvent tromper sur les impressions des contemporains à l'égard de leur Prince. Ainsi si Athanase d'Alexandrie invoque la « grandeur d'âme » d'un « roi juste » dans son Apologie de Constance, c'est pour que ce dernier accepte de céder aux demandes de son frère Constant et daigne le réinstaller sur son siège épiscopal à Alexandrie. Son nouvel exil et ses Discours contre les ariens permettent de renouer avec des prises de positions comparables à celles d'autres nicéens, à l'image d'Hilaire de Poitiers, dont on a vu qu'ils ont pu se montrer très durs à l'égard du champion de l'arianisme.
Plus que vis-à-vis de Constance lui-même, les écrits de ses contemporains sont surtout déterminés par leur position quant aux deux règnes qui encadrent le sien, celui de Constantin, premier empereur chrétien, et celui de Julien, dernier empereur païen. Grégoire de Nazianze animé d'une rancœur personnelle contre Julien fait ainsi de Constance, celui « des rois le plus épris du Christ », à la notable différence de l'Apostat. Au contraire, le principal historien du règne de Constance, Ammien Marcellin, qui servit sous ses ordres dans les légions impériales, prend fait et cause pour Julien, de sorte que Constance y est ainsi décrit comme un « esprit borné et influençable » « ramenant tout à ses vues ». De la même manière, les quelques historiens païens qui écrivent après la mort de Constance et Julien, et qui portent le témoignage du naufrage du paganisme, à l'image de Zosime, au Ve siècle, noircissent le portrait de Constance par contraste avec celui de son successeur immédiat. Zosime fait ainsi de Constance un homme cruel — en témoigne le massacre familial et la mise à mort de Gallus — et un infidèle qui se lance dans sa dernière guerre civile par jalousie pour les succès de son césar. Dans le même temps, les chroniqueurs chrétiens, pourtant majoritairement nicéens, en font, comme le byzantin Jean Zonaras, un homme clément et plein de tempérance. Tout au plus déplorent-ils, comme le fait Théodoret de Cyr, que le Prince ait abandonné « le droit chemin » sur les conseils perfides d'Eusèbe de Césarée, même s'ils décrivent l'empereur sur son lit de mort comme étant plein de regrets à l'idée d'avoir altéré la pureté du dogme. Tous s'accordent en revanche pour fustiger son entourage — ses eunuques, ses courtisans et ses femmes —, que critique Eutrope, et qui, pour Aurelius Victor, fut tout aussi plein de « vices monstrueux » que l'empereur se révélait lui-même plein de « brillantes vertus ».
Les historiens modernes portent un regard qu'on peut espérer être plus apaisé sur la personnalité de l'empereur. Cet homme orgueilleux, qui se faisait appeler « Son Éternité » et qui se présente dans ses lettres à Chapour II comme « Constance, vainqueur sur terre et sur mer, Auguste à jamais », est décrit comme dépassé par des responsabilités trop lourdes et écrasé par le souvenir de son père qu'il n'a sans doute jamais vu qu'en majesté. Lucien Jerphagnon le voit ainsi comme un « de ces fils de gens trop prestigieux et qui ne peuvent que descendre », tandis que Marcel Le Glay le reconnaît comme un homme « ayant une haute idée de sa fonction et, semble-t-il, de ses devoirs », mais dénué du génie que cela aurait supposé. Sans doute était-il comme le présente Paul Petit « une sorte de Philippe II d'Espagne dont il avait la piété, la chasteté laborieuse, le caractère soupçonneux, et l’orgueil du porphyrogénète », à ceci près qu'il y ajoute une obsession permanente pour l'unité et les intérêts de l'Empire au point de faire, à l'heure de sa mort, de son ennemi d'hier son successeur désigné. Comme le résume finalement Jerphagnon, « Constance n'était certes pas sympathique, mais c'était un grand patron ».

## Noms et titres

### Noms successifs
- 317, né FLAVIVS•JVLIVS•CONSTANTIVS.
- 324, César : FLAVIVS•JVLIVS•CONSTANTIVS•CAESAR.
- 337, Auguste : IMPERATOR•CAESAR•FLAVIVS•JVLIVS•CONSTANTIVS•AVGVSTVS.

### Titres et titulaires
- 324 : César[Note 39].
- 326 : Consul avec Constantin.
- 332 : Germanicus Maximus[Note 40].
- 337 : Auguste.
- 338 : Sarmaticus Maximus.
- 339 : Consul II avec Constant.
- 342 : Consul III avec Constant.
- 343 : Adiabenicus Maximus[Note 41].
- 346 : Consul IV avec Constant.
- 352 : Consul V avec Gallus.
- 353 : Consul VI avec Gallus.
- 354 : Consul VII avec Gallus.
- 356 : Consul VIII avec Julien.
- 357 : Consul IX avec Julien.
- 360 : Consul X avec Julien.

### Historiographie

#### Contemporains
- Athanase d'Alexandrie, Apologie à l'empereur Constance.
- Hilaire de Poitiers, Lettre à Constance, Contre Constance.
- Libanios, Panégyrique de Constance II, Autobiographie.
- Ammien Marcellin, Histoire romaine, chapitre XIV-XXI.
- Grégoire de Nazianze, Discours.
- Julien, Éloge de l'empereur Constance, Éloge de l'impératrice Eusébie, Le Banquet ou les Césars.
- Eunape, Vies des philosophes et des sophistes.
- Aurelius Victor, De Caesaribus, chapitres XLI-XLII.
- Eutrope, Abrégé de l'histoire romaine, livre X, 9-15.
- Jérôme de Stridon, Chronicum.
- Rufius Festus, Breviarium.

#### Documents ultérieurs
- Code théodosien.
- Sozomène, Histoire ecclésiastique, livre III-IV.
- Philostorge, Histoire ecclésiastique.
- Socrate le Scolastique, Histoire ecclésiastique, livre II.
- Théodoret de Cyr, Histoire ecclésiastique, livre II.
- Moïse de Khorène, Histoire de l'Arménie, III, 12.
- Épitomé de Caesaribus, chapitres XLI-XLIII.
- Zosime, Histoire nouvelle, livre II-III.
- Chronicon Paschale.
- Théophane le Confesseur, Chronographie.
- Zonaras, Histoire romaine, chapitre XVIII.
- Michel le Syrien, Chronique universelle.

### Travaux contemporains

#### Sur l'Empire romain
- François Zosso, Christian Zingg, Les empereurs romains : 27 av. J.-C. - 476 apr. J.-C., 1995, Éditions Errance, (ISBN 2877722260).
- Lucien Jerphagnon, Histoire de la Rome antique : Les armes et les mots, 2002, Tallandier, (ISBN 2847340262).
- Marcel LeGlay, Rome, t. II, Grandeur et chute de l'Empire, Éditions Perrin, 2005, 892 p. (ISBN 978-2-262-01898-6).
- Lucien Jerphagnon, Les Divins Césars : Idéologie et pouvoir dans la Rome impériale, 2010, Hachette Littérature.

#### Sur le Bas-Empire romain
- Ernest Stein, Histoire du Bas-Empire, I, De l'État romain à l'État byzantin (284-476), 1959, éd. française par J.-R. Palanque, Desclée de Brouwer.
- Arnold Hugh Martin Jones, Le déclin du monde antique, 1970, Histoire de l'Europe.
- André Piganiol, L'Empire chrétien, 1972, PUF.
- Paul Petit, Histoire générale de l’Empire romain, t. III Le Bas-Empire, Seuil, 1974, 799 p. (ISBN 978-2-02-002677-2 et 2-02-002677-5).
- (en) Timothy D. Barnes, The New Empire of Diocletian and Constantine, 1993, Books on Demand, (ISBN 978-0783722214).
- André Chastagnol, Le Bas-Empire, 2000, Armand Colin. (ISBN 978-2200018511).
- (en) Peter Garnsey, Averil Cameron, The Cambridge Ancient History, XIII, The Late Empire, A.D. 337–425, 1998, Cambridge University Press.
- (en) David Potter, The Roman Empire at Bay : AD 180-395, Hardcover, 2005, 762 p. (ISBN 978-0-415-10057-1 et 0-415-10057-7, lire en ligne).

#### Sur Constantin
- (en) Arnold Hugh Martin Jones, Constantine and the Conversion of Europe, 1978, University of Toronto Press, (ISBN 978-0802063694).
- (en) Timothy David Barnes, Constantine and Eusebius, 1981, Harvard University Press, (ISBN 978-0674165311).
- Ramsay MacMullen, Constantine, Routledge, 1987, 263 p. (ISBN 978-0-7099-4685-4).
- (en) Charles Matson Odahl, Constantine and the Christian Empire, 2004, Routledge, (ISBN 978-0415174855).
- (en) Hans A. Pohlsander, The Emperor Constantine, 2004, Routledge, (ISBN 978-0415319386).
- Robert Turcan, Constantin en son temps, 2006, Faton.
- Paul Veyne, Quand notre monde est devenu chrétien, Albin Michel, 2007.

#### SurConstanceII
- (de) Pedro Barceló, Constantius II. und seine Zeit. Die Anfänge des Staatskirchentums, 2004.
- (en) Roger C. Blockley (en), Constantius Gallus and Julian as Caesars of Constantius II, Latomus, 1972.
- (de) Richard Klein, Constantius II. und die christliche Kirche, 1977, Impulse der Forschung, (ISBN 3534075420).
- Chantal Vogler, Constance II et l'administration impériale, 1979, Université de Strasbourg.
- (en) Timothy David Barnes, Athanasius and Constantius : Theology and Politics in the Constantinian Empire, 1993, Harvard University Press.
- (en) Timothy David Barnes, Ammianus Marcellinus and the Representation of Historical Reality, 1998, Cornell University Press.
- Pierre Maraval, Les Fils de Constantin, 2013, CNRS Éditions, (ISBN 978-2-271-07506-2).
- Raphaël Dufour, La Politique Extérieure de Constance II (337-361), 2016, Université de Genève.

#### Sur les guerres perso-romaines
- (en) Roger C. Blockley, East Roman Foreign Policy. Formation and Conduct from Diocletian to Anastasius, 1992, Leeds, (ISBN 0905205839).
- (en) Michael H. Dodgeon, Samuel N. C. Lieu, The Roman eastern frontier and the Persian Wars (AD 226-363), 1994, Routledge, (ISBN 978-0415103176).
- (en) Kaveh Farrokh, Shadows in the Desert : Ancient Persia at War, 2007, Osprey Publishing, (ISBN 978-1846031083).

#### Sur Julien
- Joseph Bidez, La Vie de l'Empereur Julien, 1930, Société d'éditions « Les Belles Lettres ».
- Giuseppe Ricciotti, Julien l'Apostat, 1959, Arthème Fayard.
- Claude Fouquet, Julien, la mort du monde antique, 1985, Les Belles Lettres.
- Jean Bouffartigue, L'Empereur Julien et la culture de son temps, 1992.
- Pierre Renucci, Les idées politiques et le gouvernement de l'empereur Julien, 2000, Latomus.
- Lucien Jerphagnon, Julien dit l'Apostat : histoire naturelle d'une famille sous le Bas-Empire, Texto, 2010, 356 p. (ISBN 978-2-84734-746-3).

### Articles historiques
- Roger Rémondon, Militaires et civils dans une campagne égyptienne au temps de Constance II, dans Journal des savants, 1965, no 1. p. 132-143.
- C. Pietri, « La politique de Constance II : Un premier « césaropapisme » ou l'Imitatio constantini ? », dans Collection de l'École française de Rome, volume 234, p. 281-346.
- Robert Owen Edbrooke, Jr., « The Visit of Constantius II to Rome in 357 and Its Effect on the Pagan Roman Senatorial Aristocracy », dans The American Journal of Philology, 1976, no 97, p. 40-61.
- Timothy David Barnes, Praetorian Prefects, 337-361, dans Zeitschrift für Papyrologie und Epigraphik, 1992, no 94, p. 249-260.
- Michael DiMaio, Jr., « Constantius II (337-361 A.D.) », voir De Imperatoribus Romanis, 1998.